# Catastrophe nucléaire de Tchernobyl
Pour la centrale en question, voir Centrale nucléaire de Tchernobyl.
Pour les articles homonymes, voir Tchernobyl (homonymie).
La catastrophe nucléaire de Tchernobyl (/tʃɛʁnɔbil/) est un accident nucléaire majeur survenu le 26 avril 1986 à 1 h 23 min 45 s dans le réacteur no 4 de la centrale nucléaire V.I. Lénine de Tchernobyl, située à trois kilomètres de la ville de Prypiat et à environ 130 km au nord de Kiev. Classée au niveau 7 de l'échelle internationale des événements nucléaires, c'est la plus  grave catastrophe nucléaire jamais survenue à ce jour, devant l'accident nucléaire de Fukushima de 2011, bien qu'il soit classé au même niveau.
L'accident est provoqué au cours d'un test de sécurité, par l'augmentation incontrôlée de la puissance de l'unité no 4 de la centrale à plus de cent fois sa puissance nominale, ce qui conduit à la fusion du cœur du réacteur. Cela entraîne son explosion, qui détruit une partie du bâtiment dans lequel il se trouve. Le cœur se retrouve alors à l'air libre et d'énormes quantités de produits radioactifs sont rejetées dans l'atmosphère.
L'explosion est rapidement suivie par plusieurs interventions des pompiers de Prypiat dans la nuit pour tenter de combattre les feux. Une zone d'exclusion de dix kilomètres de rayon autour de la centrale est créée trente-six heures après l'explosion et la ville de Prypiat est évacuée. Au début du mois de mai, le rayon de la zone d'exclusion est porté à trente kilomètres. Au total, 135 000 personnes sont évacuées des environs de la centrale dans les mois qui suivent l'explosion.
Des centaines de milliers de personnes (les liquidateurs) interviennent pour décontaminer les zones radioactives, traiter et limiter les conséquences de l'explosion. Un premier sarcophage est construit au cours de l'année 1986 pour isoler le réacteur et ainsi limiter les rejets de radioactivité dans l'environnement. En 2012, la construction du second sarcophage (l'arche de Tchernobyl) débute et se termine en 2019.
Le gouvernement soviétique est accusé par la communauté internationale d'un manque de communication envers le reste du monde. Les autorités ne communiquent officiellement sur l'accident que plusieurs jours plus tard et en minimisent la gravité. Au sein même du gouvernement, la communication est défaillante. Mikhaïl Gorbatchev, secrétaire général du Comité central n'est informé officiellement que le 27 avril et doit faire appel au KGB pour obtenir des informations fiables.
L'événement a des conséquences sanitaires, écologiques et économiques importantes. Plus de 200 000 personnes sont définitivement évacuées de la zone. L'accident aurait provoqué entre 43 et 4000 morts selon les rapports des agences onusiennes publiés dans des revues scientifiques, voire davantage selon diverses analyses non publiées dans ces dernières.

## Contexte

### Localisation et construction de la centrale

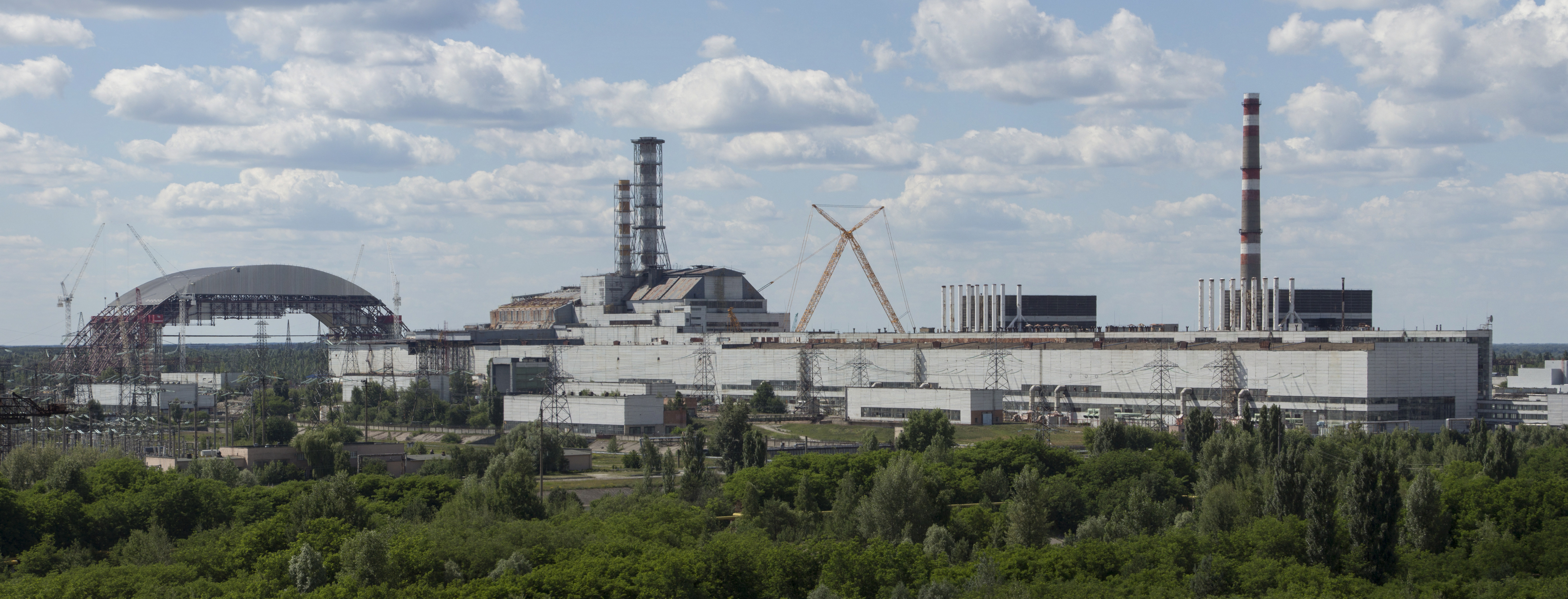
La centrale nucléaire de Tchernobyl et le chantier de l'arche sur la gauche en juin 2013.

La centrale nucléaire de Tchernobyl, construite entre 1970 et 1977, est située à trois kilomètres de la ville de Prypiat, en Ukraine. Elle se trouve à environ 130 kilomètres au nord de Kiev, à vingt kilomètres au sud de la frontière avec la Biélorussie et à quinze kilomètres au nord-ouest de la ville de Tchernobyl. En 1986, la population dans un rayon de trente kilomètres autour de la centrale comprend entre 115 000 et 135 000 personnes.
La ville de Prypiat, spécifiquement érigée dans les années 1970 pour loger les employés de la centrale nucléaire, compte au moment de l'accident environ 50 000 habitants. Souvent qualifiée de ville modèle de l'URSS, elle est aujourd'hui une ville fantôme.
La centrale compte, au moment de l'accident, quatre réacteurs nucléaires. Le premier, construit avec la centrale, est mis en service en septembre 1977. Le deuxième réacteur est mis en service l'année suivante et les troisième et quatrième sont respectivement mis en service en 1981 et 1983. Jusqu'en 1989, deux réacteurs supplémentaires sont en construction pour une totalité prévue de 12 réacteurs par le gouvernement soviétique, avant que le projet ne soit abandonné, principalement en raison de l'explosion du quatrième réacteur,. Les quatre réacteurs opérationnels sont de type RBMK-1000, de conception soviétique et d'une capacité unitaire de 1 000 MWe (3 200 MWth),.
Tchernobyl est la première et la seule centrale nucléaire de type RBMK construite sur le sol ukrainien, et la troisième construite en Union soviétique avec celles de Léningrad et de Koursk.

### Refroidissement du réacteur après arrêt avec perte du réseau
En fonctionnement normal, la plus grande partie de la puissance d'un réacteur nucléaire provient de la fission nucléaire du combustible. Cependant, une part non négligeable de cette puissance provient de la puissance résiduelle dégagée par la radioactivité due à l'accumulation des produits de fission. Cette puissance résiduelle continue de générer de la chaleur après l'arrêt du réacteur nucléaire et nécessite un refroidissement pour empêcher la fusion du cœur du réacteur. Les réacteurs RBMK-1000, tels que ceux présents à Tchernobyl, utilisent de l'eau pour le refroidissement. Le réacteur 4 de Tchernobyl compte entre 1 600 et 1 700 canaux individuels, qui nécessitent chacun un débit de refroidissement de 28 tonnes d'eau par heure.
Les pompes de refroidissement sont alimentées par de l'électricité et doivent fonctionner pendant un certain temps après l'arrêt d'un réacteur, même en cas de défaillance de l'alimentation électrique externe. Chacun des réacteurs de Tchernobyl dispose donc de trois générateurs diesel de secours pour pallier cette éventuelle défaillance. Ces générateurs peuvent être activés en 15 secondes, mais il leur faut 60 à 75 secondes pour atteindre leur pleine puissance et générer les 5,5 mégawatts nécessaires au fonctionnement d'une des pompes. Ce retard de 90 secondes représente un risque de sûreté lors d'une perte d'alimentation électrique externe et n'est pas acceptable pour un certain nombre d'accidents de référence pris en compte à la conception du réacteur,.
Les concepteurs proposent d'utiliser l'énergie cinétique résiduelle des turboalternateurs afin de générer l'énergie électrique nécessaire pour alimenter les pompes de refroidissement avant la reprise par les générateurs de secours. Cette solution suffit pour faire fonctionner ces pompes pendant environ 45 secondes, mais elle ne comble pas complètement le délai entre une perte d'alimentation externe et le temps nécessaire pour que les générateurs de secours atteignent leur pleine puissance. Des ingénieurs d'un institut de recherche situé à Donetsk proposent alors d'utiliser aussi la pression résiduelle de la vapeur produite par le réacteur juste après l'arrêt pour prolonger la rotation du groupe turbo-alternateur et couvrir ainsi le deuxième « trou » de 45 secondes. Un nouvel essai est programmé pour définir si cette solution fonctionne alors réellement.

### Tests de sûreté
L'essai d'alimentation des pompes de refroidissement du réacteur sur la décélération du groupe turbo-alternateur après un arrêt fait partie des tests requis avant la mise en exploitation du réacteur, mais il n'avait pas pu être mené à bien. C'est lors de cet essai, réalisé plus de deux ans après la mise en service commercial de la centrale, que la catastrophe a lieu.
Un premier essai est effectué en 1982 sur le réacteur 3 et montre que la puissance générée par le groupe turbo-alternateur ne peut pas être maintenue suffisamment longtemps à cause d'un problème de régulation de l'excitation de l'alternateur. Ce point est modifié et l'essai est répété en 1984, mais il échoue de nouveau. En 1985, un troisième test a lieu, avec des résultats également négatifs. Un quatrième essai est ensuite programmé pour avril 1986, à l'occasion d'un arrêt pour maintenance du réacteur 4,.
Une procédure d'essai est rédigée, mais ses auteurs ne connaissent pas le comportement du réacteur RBMK-1000 dans les conditions de fonctionnement prévues pour la réalisation de l'essai. Alors que ce quatrième essai nécessite la désactivation de certains systèmes de sécurité, comme celui du refroidissement de secours du cœur du réacteur, il est considéré comme un essai purement électrique des turbo-alternateurs, n'impliquant pas la partie nucléaire. Selon la réglementation en vigueur à l'époque, un tel test ne nécessite pas l'approbation de l'autorité principale de conception du réacteur (NIKIET) ni de l'organisme soviétique de réglementation de la sécurité nucléaire.

## Déroulement de l'accident

### Retards dans la réalisation du test et changements d'équipe

Comparaison des tailles de cuve pour les réacteurs de génération II, une classification de conception des réacteurs commerciaux construits jusqu'à la fin des années 1990.

Le test du 25 avril 1986 doit être effectué par l'équipe de jour lors d'un arrêt prévu pour la maintenance du réacteur 4. Une équipe spéciale d'ingénieurs électriciens doit être présente pour effectuer un test sur le nouveau système de régulation de la tension une fois que les conditions correctes sont atteintes. En préparation pour le test, la réduction progressive de la puissance de la centrale commence le 25 avril à 1 h 6, et la puissance du réacteur atteint 1 600 MWth à 3 h 47.
L'équipe de jour commence son service à 8 h, alors qu'il ne reste que 15 des 167 barres de contrôle hors du cœur du réacteur. Selon les recommandations du constructeur, le réacteur aurait alors dû être arrêté car le nombre de barres non insérées dans son cœur était inférieur au nombre requis, mais l'essai se poursuit en suivant la procédure de test qui ne demande pas l'arrêt du réacteur. Selon Igor Kazachkov, le chef de l'équipe de jour : « aucun d'entre nous n'a imaginé que cela pouvait provoquer un accident nucléaire. Nous savions qu'il était interdit [de retarder l'arrêt], mais nous n'y avons pas pensé. Mais si j'avais arrêté le réacteur, j'aurais eu droit à une sévère correction. Après tout, nous faisions [tout] pour exécuter le programme [de test] ». En conséquence, Kazachkov estime qu'il « aurai[t] certainement été licencié. Pas pour cela bien sûr. Mais ils auraient trouvé un prétexte. [Le nombre de barres de contrôle] n'était pas quelque chose que l'on considérait comme important »,.
Au lieu d'arrêter le réacteur, l'équipe de jour continue la préparation du test conformément à la procédure, et déconnecte le turbogénérateur no 7 du réseau à 13 h 5. Elle entreprend ensuite l'isolement du système de refroidissement de secours du cœur. Pour ce faire, elle doit fermer plusieurs vannes manuelles. Ce travail est réparti entre plusieurs équipes de deux ou trois hommes et prend environ 45 minutes par vanne. Le système est entièrement désactivé à 14 h. Pendant ce temps, un des réacteurs de la centrale nucléaire d'Ukraine du Sud s'est intempestivement déconnecté du réseau ; les contrôleurs du réseau électrique de Kiev demandent donc à ce que la puissance actuelle de la tranche 4 soit maintenue jusqu'à ce que la demande d'énergie diminue en début de soirée. Le test, qui doit être effectué à 700 MWth, est ainsi retardé.
À 16 h, l'équipe de jour est remplacée par celle de début de soirée. Iouri Trehub, chef de cette équipe, n'a pas été familiarisé avec les procédures de l'essai puisque le test était censé être terminé avant sa prise de quart. Il s'étonne que le système de refroidissement de secours du cœur soit resté désactivé malgré les retards, mais décide finalement qu'il serait trop compliqué de réactiver le système de refroidissement et de le désactiver à nouveau pour le test. Ceci n'a eu aucune incidence sur les événements qui se sont déroulés par la suite, mais le fait de laisser le réacteur fonctionner pendant près de 11 heures sans système de refroidissement de secours témoigne d'un bas niveau de culture de sûreté.
Aux alentours de 21 h, les contrôleurs du réseau électrique autorisent la reprise du test à partir de 22 h. Trehub a alors passé une partie de son temps de travail à étudier la procédure de test, mais il a reçu l'ordre d'attendre Anatoli Diatlov, l'ingénieur en chef adjoint de la centrale de Tchernobyl, avant de commencer l'essai. Ce dernier est cependant rentré chez lui à 16 h pour se reposer et reste introuvable. Lorsque Trehub appelle le domicile de Diatlov à 21 h, il apprend que celui-ci est déjà parti pour la centrale ; Diatlov, se déplaçant à pied, n'arrive sur place qu'à environ 23 h. Il refuse alors de répondre aux questions de Trehub et lui annonce que le test sera mené par l'équipe suivante. Ce dernier passe la dernière heure de son service à baisser la puissance du réacteur.
À 0 h 0, le changement avec l'équipe de nuit est effectuée. Elle n'est pas informée de la procédure du test en cours.
Selon le programme initial, l'équipe de nuit n'aurait eu qu'à refroidir le cœur du réacteur et n'a ainsi pas été formée pour le test. Elle dispose de peu de temps pour préparer et exécuter l'expérience. Sous les ordres de Diatlov, qui supervise le test et dirige l'expérience, se trouvent Aleksandr Akimov, chef de l'équipe de nuit, et Leonid Toptounov, l'opérateur chargé entre autres du déplacement des barres de contrôle du réacteur.

### Baisse inattendue de la puissance du réacteur

Diagramme montrant le fonctionnement du réacteur.

Le test nécessite une réduction progressive de la puissance de sortie du réacteur 4 entre 700 et 1 000 MWth.
À 0 h 0, l'équipe de nuit entreprend la réduction de la puissance du réacteur no 4.
À 0 h 5 la puissance de 720 MWth est atteinte. À partir de 700 MWth, le réacteur entre alors dans une zone d'instabilité. En raison de la production d'un sous-produit de fission dans le réacteur, le xénon-135, qui est un absorbeur de neutrons inhibant la réaction en chaîne, la puissance du cœur continue à diminuer en l'absence de toute autre action de l'opérateur. Ce phénomène est connu sous le nom d'« empoisonnement du réacteur ».
À 0 h 28, alors que la puissance est amenée à environ 500 MWth et que l'équipe essaie de maintenir le niveau de puissance, la manœuvre échoue. Toptounov passe par erreur d'un régulateur de barres de contrôle fonctionnel à un régulateur hors service. Cette manipulation fait entrer le réacteur dans un état de quasi-arrêt, avec une puissance de sortie de 30 MWth ou moins. La génération d'électricité s'élève alors à 10 MWe, ce qui est insuffisant pour faire fonctionner les pompes de refroidissement.
À ce stade, il convenait d’arrêter le réacteur pour 24 heures, le temps de laisser disparaître le xénon-135, produit de fission qui empêche le redémarrage. Le test était sans enjeu autre que technique. Il aurait dû donc être abandonné. De plus, en dessous de 700 MWth, le réacteur RBMK rentrait dans une zone d'instabilité en raison du coefficient de vide positif en raison de sa conception.
Au lieu de cela, Toptounov déconnecte la plupart des barres de contrôle du système de régulation automatique et commence à les retirer manuellement afin de faire remonter la puissance du réacteur. Il est entre autres aidé par Trehub, qui est resté comme observateur et finit par prendre la place de Toptounov. En quatre minutes, il parvient à faire remonter la puissance du réacteur à 160 MWth. Dès que la puissance atteint 200 MWth, le système de régulation automatique est réactivé et la puissance se stabilise.
Entre 0 h 35 et 0 h 45, les signaux d'alarme d'urgence concernant les paramètres thermo hydrauliques sont ignorés, apparemment pour préserver la faible puissance du réacteur. La raison de ce mépris pour les alarmes de sécurité n'est pas connue. Il est supposé qu'Anatoli Diatlov, l'ingénieur en chef adjoint de la centrale, a fait pression sur ses employés pour qu'ils procèdent au test malgré les problèmes apparents, menaçant même de licencier ceux qui exprimeraient une quelconque objection.
À 1 h 0 du matin, la puissance est remontée à 200 MW thermiques mais il n’y a presque plus d’absorbants dans le cœur. Les conditions d'exploitation formulées par le constructeur imposait un minimum impératif de 30 barres présentes dans le coeur. En dessous de 15 barres, l'exploitation du réacteur RMBK devait être arrêtée. La situation du réacteur n’est donc plus en conformité ni avec les conditions du test ni avec les règles de sûreté d'exploitation.
À 1 h 3 et 1 h 7, comme prévu dans la documentation du test, deux pompes de réserve sont activées, afin d'augmenter le débit d'eau qui passe par le réacteur. Au total, huit pompes desservent alors le réacteur. L'augmentation du débit d'eau déstabilise cependant le réacteur et fait baisser le taux de vapeur dans les séparateurs de vapeur. La pression de la vapeur et le niveau de l’eau dans les ballons séparateurs deviennent difficiles à maintenir dans les plages normales. Le personnel prend la décision de bloquer alors les signaux d’arrêt d’urgence liés à ces paramètres, conformément au programme d’essai,.
À 1 h 15, les opérateurs désactivent, pour continuer l’essai, des systèmes d’arrêt d’urgence et de refroidissement.
À 1 h 19, le débit de vapeur dépasse la limite minimale autorisée, déclenchant une alarme de faible pression de vapeur dans les séparateurs de vapeur. Bien que le débit d'eau supplémentaire permette de réduire la température globale du cœur, l'eau est un faible absorbeur de neutrons, mais sa densité en fait un meilleur absorbeur que la vapeur. L'activation des pompes supplémentaires a donc diminué la puissance du réacteur. L'équipe réagit en arrêtant les deux pompes de réserve dans le but d'augmenter la pression de la vapeur, et en retirant manuellement d'autres barres de contrôle pour maintenir l'alimentation électrique,,. Il ne reste bientôt plus que 9 des 167 barres de contrôle dans le cœur du réacteur, rendant le réacteur hautement instable.
A noter que le réacteur RBMK disposait d'un calculateur de la marge de réactivité en fonctionnement ou (Operating Reactivity Margin – ORM) pour les opérateurs. Toutefois, son délai de calcul est de 5 à 10 minutes et le local était situé à 50 mètres de la salle des opérateurs.  

### Explosion du réacteur
À 1 h 23 min 4 s, l'essai proprement dit débute. Les vannes d'alimentation en vapeur de la turbine sont fermées, mais le réacteur n'est pas arrêté (les signaux d'arrêt d'urgence du réacteur sur arrêt des turbines ont été déconnectés afin de pouvoir refaire l'essai si besoin, cette déconnexion est hors procédure de test). L'alimentation des pompes de refroidissement du réacteur est alors fournie par l'inertie du turbo-alternateur en service, le débit d'eau passant dans les canaux du combustible décroît au fur et à mesure de la baisse de régime du turboalternateur, ce qui provoque l'ébullition de cette eau. À cause du coefficient de vide positif de l'eau qui se transforme en vapeur, le réacteur entre dans une rétroaction positive (amplificatrice du processus engagé) ou excursion nucléaire, entraînant une rapide montée de sa puissance.
À 1 h 23 min 25 s, la pression de vapeur dans le cœur devient incontrôlable, provoquant une série de rupture et de déformation de nombreux canaux de force.
À 1 h 23 min 40 s, devant l'emballement du réacteur, le chef de quart de nuit, Aleksandr Akimov appuie sur le bouton d'arrêt d'urgence. Les barres de contrôle commencent alors à descendre. Or, par un défaut de conception, sur ce type de réacteur nucléaire, l’insertion complète des barres d’arrêt d'urgence dans le cœur du réacteur prend près de 20 secondes, là où les systèmes d'arrêt d'urgence occidentaux se déploient en moins de 2 secondes pour stopper la réaction de fission,.
Voyant que les barres ne sont descendues que de 2,50 m au lieu des 7 m attendus, Akimov coupe l'alimentation de leur mécanisme de commande afin que les barres tombent par gravité. Mais le réacteur est devenu trop chaud et les canaux guidant les barres de commande sont déformés par les ruptures et bloquent la descente de celles-ci,.
En outre, par un second défaut de conception du système d'arrêt du réacteur RBMK, les extrémités de ces barres de contrôle en bore (matériau absorbant et ralentisseur de la fission) sont faites de graphite qui provoque au contraire, au début de leur insertion, une augmentation de la réactivité et donc de la puissance. Cet effet avait été observé en 1983 à la centrale d’Ignalina et avait été signalé aux autres sites sur lesquels fonctionnaient des tranches de la filière RBMK, dont celui de Tchernobyl. Cependant, aucune modification ou mesure corrective ne fut établie et l'incident fut oublié . La réaction de divergence est alors amplifiée,,,.
À 1 h 23 min 45 s, la radiolyse de l'eau conduit à la formation d'un mélange détonant d'hydrogène et d'oxygène. « Le pic de puissance est atteint, dépassant de plus de 100 fois la puissance nominale du réacteur »,. La pression à l'intérieur du coeur ne peut plus être contenue. Une explosion se produit. Les 2 000 tonnes de la dalle de béton recouvrant le réacteur sont projetées en l'air et retombent de biais sur le cœur du réacteur qui est fracturé par le choc. Ce soulèvement entraine la rupture les autres canaux et les tuyauteries horizontales amenant la vapeur aux collecteurs, et l'arrachement des barres de commande. L’énergie libérée par l’explosion a été évaluée comme équivalente à celle de l’explosion de 30 à 40 tonnes de TNT. De l'hydrogène s'échappant du réacteur éventré provoque une deuxième explosion mélangé à l’air après ouverture du cœur. Un incendie très important se déclare avec une trentaine de foyers sur le toit du bâtiment 3 et 4 ainsi que dans la salle des machines,.

### La gestion de l'incendie et la sous évaluation de la gravité de la situation
Les techniciens présents sur place, notamment Anatoli Diatlov, l’ingénieur en chef adjoint, ne saisissent pas immédiatement l'ampleur de la catastrophe et pensent que le réacteur est toujours intact, de même que Viktor Brioukhanov, le directeur de la centrale réveillé à 1 h 30.
Entre-temps, dans la salle des machines, au niveau 0, le feu prend en plusieurs endroits. Le revêtement craque, des morceaux incandescents de combustible et de graphite, qui s'enflamme à l'air libre, tombent par terre et sur le matériel tandis que l'eau radioactive surgit vers le puisard du condensat. Une odeur d'ozone se répand dans les installations en feu.
Anatoli Diatlov qui émet l'hypothèse erronée avec Akimov d'une explosion du réservoir central d'hydrogène, demandent aux ingénieurs nucléaires stagiaires présents et en formation, Proskouriakov et Koudriavtsev d'aller dans le hall central insérer manuellement les barres de contrôle dans le cœur du réacteur. Ces derniers arrivés dans le hall central constatent la destruction du réacteur et sont mortellement irradiés. De retour au centre de commandes, la peau foncée due au hâle nucléaire y compris sous leurs vêtements, leurs constatations sont refusées par Anatoli Diatlov qui les traite d'incompétents.
À 2 h 00 du matin, Anatoli Diatlov, après avoir ordonné l'alimentation en eau du réacteur, entreprend avec le dosimétriste de la centrale Gorbatchenko une exploration des installations. Le radiamètre prévu pour détecter des doses de 1 000 microröntgens par seconde (soit 3,6 röntgens par heure) est dépassé comme le constate ce dernier. Un radiamètre avec une échelle de mesure allant jusqu'à 10 000 röntgens, existait mais était enfermé dans un coffre, devenu inaccessible du fait de l'effondrement des structures de la centrale. Ils constatent la présence de graphite qu'ils ne s'expliquent pas, le cœur devant être intact en principe.
L'équipe technique présente tente le maximum pour circonscrire l'incendie en bouchant les canalisations d'huile rompues qui risque de s'enflammer tandis que les pompiers de Prypiat alertés, interviennent sur les abords et le toit de la centrale pour arrêter les foyers. Ils sont tous gravement irradiés, pour leur majorité en raison de morceaux de graphite et de combustible directement éjectés depuis le cœur du réacteur.
À 2 h 30 du matin, Viktor Petrovitch Brioukhanov, le directeur général de la centrale, arrive à la salle de commande no 4. Il procède à une analyse de la situation et sur la foi des déclarations d'Akimov estime que le réacteur est intact. La radioactivité ambiante atteint 3 à 5 röntgens par heure en salle de commande no 4.
À 3 h 0 du matin, Brioukhanov téléphone de son bureau au domicile de Vladimir Vassilievitch Maryine, responsable du secteur de l'énergie nucléaire au Comité central du Parti. Vorobiev, chef de l'état-major de la défense civile de la centrale détecte une activité de 250 röntgens par heure au moyen d'un détecteur plus précis mais s'aperçoit que l'aiguille de mesure dépasse le cadre autorisé. L'activité à l'intérieur de la centrale et notamment dans le hall du réacteur, désormais à l'air libre, est de 15 000 röntgens par heure. Brioukhanov est informé par Vorobiev des mesures mais estime que le détecteur est défectueux, ce que conteste Vorobiev.
À 4 h 0 du matin, le directeur de la centrale, appelle d’ailleurs le ministère de l'Énergie en déclarant que « le cœur du réacteur n'est probablement pas endommagé ». En parallèle, l'ingénieur en chef Fomine, resté introuvable pendant plusieurs heures, arrive à la salle de commande no 4. Il donne l'instruction de maintenir l'alimentation en eau du réacteur.
Il reçoit l'ordre de Moscou, de maintenir le refroidissement par eau du réacteur ; cet ordre, que Viktor Brioukhanov fera appliquer toute la journée, n'aura pour effet que de libérer plus de radioéléments dans l'atmosphère, de noyer les installations souterraines communes aux réacteurs 3 et 4 et d'épuiser les réserves en eau, menaçant gravement le fonctionnement et l'intégrité du réacteur 3 et également l'alimentation électrique des réacteurs 1 et 2. En conséquence, l'ingénieur en chef responsable du réacteur 3, Youri Edouardovitch Bagdassarov, qui a compris que les ressources en eau sont dévolues en priorité au réacteur 4, mais impactent également celles nécessaires au réacteur no 3 prend au cours de la journée et contre les directives de l'ingénieur en chef (M.N. Fomine), la décision de faire passer le réacteur 3 en arrêt à froid, permettant ainsi d'éviter que son cœur ne fonde par manque d'eau. Au moment de l'accident, et voyant dans les heures suivantes que la situation radiologique s'aggravait, il a donné l'ordre à tous ses hommes de mettre les masques dits "pétale" et de prendre les comprimés d'iodure de potassium.
En parallèle, les bâtiments des réacteurs 1 et 2 toujours en fonctionnement, sont contaminés par le système d'aération de la centrale qui prélève l'air directement à l'extérieur et saturé de radionucléides en provenance du réacteur no 4.
Les opérateurs Akimov et Toptounov, présumant à tort que le réacteur est intact, tentent de maintenir l'alimentation en eau s'irradiant gravement dans les installations parsemées de blocs de graphite.
Au sein du bunker du bâtiment administratif du réacteur no 1, le directeur Brioukhanov assure la liaison avec Moscou et l'ingénieur Fomine avec la salle de commande de la tranche no 4. Moscou annonce la création d'une commission d'enquête composée de spécialistes qui doit partir à 8 h 0.
À 5 h 0 du matin, Anatoli Diatlov et le dosimétriste Gorbatchenko sont pris de graves vomissements et sont évacués au centre médical.
Fomine demande au physicien Anatoly Sitnikov de faire une observation la plus objective de la situation. Celui-ci après avoir exploré le hall des machines détruit, monte sur les hauteurs du toit de la centrale du côté de la tour B (chimie spéciale)  et constate l'ampleur des destructions.
À 10 h 0, Anatoly Sitnikov rapporte à Fomine et Brioukhanov que la tranche no 4 et donc le cœur du réacteur sont détruits, ce qui n'est pas pris en compte. Exposé à une dose de plus de 1 500 röntgens, il est gravement irradié et décède dans les semaines suivantes.

### Versions alternatives
Plus de cent versions alternatives de l'accident ont été proposées par des sources diverses. Aucune n'a jamais été reprise dans un rapport national ou international, ni dans une revue publiée sous évaluation par les pairs.

#### Hypothèse sismique
Cette hypothèse attribue la cause de l'accident à un tremblement de terre qui aurait eu lieu quelques secondes avant dans la zone de Tchernobyl,,. Des enregistrements sismiques effectués par trois stations militaires auraient mis en évidence un séisme de magnitude 2,6 sur l'échelle de Richter à 1 h 23 min 39 s (moment du pic des courbes), tandis que, selon plusieurs rapports, l'explosion aurait eu lieu entre 1 h 23 min 49 s et 1 h 23 min 59 s. Cet enchaînement des événements est contesté et la secousse enregistrée pourrait simplement correspondre à l'onde de choc provoquée par l'explosion du bloc no 4. Plusieurs scientifiques qui se sont penchés sur l'hypothèse du tremblement de terre ont ainsi refait les calculs de temps en prenant en compte différentes incertitudes et ont montré qu'il était possible de faire coïncider le moment de l'explosion avec celui de la secousse, ce qui les a cependant amenés à modifier la chronologie « officielle » des événements telle qu'elle a été décrite dans la section précédente,.

#### Hypothèse politique
Le documentaire Le Pic-vert russe, réalisé en 2015 par Chad Gracia, développe l'hypothèse selon laquelle la catastrophe nucléaire de Tchernobyl aurait été commanditée par le ministre russe des Communications Vassily Chamchine. L'objectif aurait été de cacher aux yeux du pouvoir soviétique le fait que l'antenne radar trans-horizon Pic-vert russe, située à 15 km de la centrale nucléaire, ne fonctionnait pas. En provoquant cette explosion, il masquait l'échec technologique du système Duga, faisant passer la catastrophe nucléaire pour la cause de cet échec, et il échappait à une accusation de « détournement de fonds publics » qui était à l'époque punie de la peine de mort,.

## Après l'accident

### Lutte contre l'incendie (26 avril 1986)
Durant cette nuit, « avec l'aide des électriciens du quart d'Akimov, Davletbaïev essaie de remplacer l'hydrogène du générateur par de l'azote pour éviter l'explosion. Ils vident l'huile des bacs de la turbine dans les réservoirs de secours situés à l'extérieur de la tranche. Les bacs d'huile sont noyés d'eau ». Cette intervention évitera la propagation du feu aux autres tranches. Sinon, « les flammes auraient gagné toute la salle des turbines, le toit se serait effondré et l'incendie se serait propagé aux autres réacteurs, risquant de les détruire tous les quatre ».
Afin d'éteindre l'incendie, Viktor Brioukhanov appelle simplement les pompiers. Ceux-ci, venus de Prypiat, située à 3 km de la centrale, interviennent sur les lieux sans équipement particulier. Cependant, les matières nucléaires ne peuvent être éteintes avec de l'eau en raison des dégagements de vapeur et d'éléments radioactifs qu'elle engendre.
A 5 h 0, le principal foyer d'incendie est cependant maitrisé. La maîtrise de tous les foyers d'incendie nécessite une semaine.
Au total, 600 pompiers participèrent à cette extinction. Ils furent exposés non seulement à une chaleur intense mais à une très intense radioactivité. Les pompiers intervenus dans les premières heures et gravement irradiés, sont évacués notamment vers l'hopital no 6 de Moscou et mourront pour la plupart.
Au total, 134 souffrirent d’un syndrome aigu d’irradiation entrainant 40 décès, auxquels il faut ajouter 19 décès causés par des brûlures radio-induites. Les témoignages sur leur souffrance et les conditions de leur mort ont été recueillis par la journaliste biélorusse Svetlana Alexievitch, prix Nobel de littérature, et publiés dans son livre La Supplication.
Le principal danger de l'incendie est que les dégâts qu'il occasionne à la structure risquent de provoquer l'effondrement de la matière en fusion (corium) dans les parties souterraines qui sont noyées. Un contact entre l'eau et le corium pourrait provoquer une explosion de vapeur engendrant des dommages supplémentaires probablement limités au site mais avec un risque aggravé sur les infrastructures de la centrale en raison de la présence des trois autres réacteurs RMBK présents,.
Ainsi, au cours des jours suivants, des plongeurs sont envoyés afin de fermer les vannes et installer un système de pompage pour vider les salles noyées. L'incendie finira par être éteint par projection dans le brasier de sacs de sable et de bore depuis des hélicoptères,.
Les photos des pompiers de Tchernobyl sont exposées au musée de Tchernobyl de Kiev. On y découvre des héros de l'Union soviétique tels que Vladimir Pravik, Victor Kibenok, Vassili Ignatenko, Mykola Titenok, Mykola Vachtchouk et Tichtchoura.
Le 26 avril 1986, la Commission gouvernementale créée à la suite de l'information de l'accident et dirigée par Boris Evdokimovitch Chtcherbina, vice-ministre chargé de l'énergie en URSS arrive à Prypiat à 20 h. Un survol de la tranche accidentée est effectué et la constatation de la destruction du réacteur no 4 et de la continuation de l'incendie du cœur éventré, désormais à ciel ouvert est attestée,.
L'armée qui a en URSS la responsabilité de la gestion de crise en cas de catastrophe civile majeure, est appelée en renfort avec le régiment de guerre chimique dirigé par le général Pikalov.

### Étouffement du cœur du réacteur en fusion (26 avril–14 mai)
L'incendie éteint, les techniciens de la centrale prennent conscience de l'étendue des dégâts provoqués par l'explosion puis la retombée du toit sur le réacteur dont le cœur est désormais exposé à l'air libre et relache des particules radioactives en continu. Le graphite toujours en combustion, mélangé au magma de combustible qui continue de réagir, dégage un nuage de fumée saturé de particules radioactives. Sa vitesse de combustion est de 1 tonne par heure. La commission dont fait partie le physicien Valeri Legassov, détermine que les 2 500 tonnes que contenait initialement le cœur vont alors brûler pendant plus de 240 heures continuant à libérer des matières radioactives.
Il faut donc au plus vite maîtriser le feu de graphite et faire face à la présence de débris hautement radioactifs projetés aux environs par l'explosion. Ce n'est qu'ensuite qu'un sarcophage pourra être construit dans le but de confiner l'installation.

#### Largages par hélicoptères
La première opération, menée par plus de mille pilotes, est réalisée sous la direction de l'armée grâce à un ballet d'hélicoptères militaires de transport Mi-8. Il s'agit de larguer dans le trou béant 5 000 tonnes de sable, d'argile, de plomb, de bore, de borax et de dolomite, un mélange qui permettra de stopper la réaction nucléaire et d'étouffer l'incendie du graphite afin de limiter les rejets radioactifs. La mission est difficile, car elle consiste à larguer les sacs à une hauteur de plus de 110 m dans un trou de 5 m de diamètre environ, et ceci le plus vite possible, car, malgré l'altitude, les opérateurs reçoivent 15 röntgens, soit 150 mSv, en huit secondes, avec un débit dose de plus de 100 Sv/h. Une telle dose augmente significativement la probabilité de développer un cancer.
Le 27 avril 1986, des unités d'hélicoptères dirigées par le général Antochkine appelées en renfort arrivent à partir de 4 h du matin sur la place de l'hôtel de Prypiat.
Après avoir évalué la situation, les hélicoptères sortent 110 fois et 150 tonnes de matériaux dont du sable sont larguées dans le coeur du réacteur par les équipages qui, à une centaine de mètres de hauteur, reçoivent un flux de 500 röntgens par heure.
Le 28 avril, 300 sorties sont effectuées et 300 tonnes de matériaux sont déversées.
Le 29 avril, 750 tonnes sont déversées dans le cœur du réacteur.
Dans la seule journée du 30 avril, 1 500 tonnes de sable et d'argile sont ainsi déversées sur le réacteur.
Le 1er mai, 1 900 tonnes sont larguées dans le cœur du réacteur.
Au total, du 26 avril au 2 mai 1986, 5 000 tonnes de matériaux sont déversées dans le coeur du réacteur pour étouffer la réaction. Les pilotes et membres d'équipage sont fortement irradiés. Par la suite, les pilotes mettront des masques de respiration et des feuilles de plomb sous leur siège pour réduire partiellement l'exposition au rayonnement. Néanmoins, au cours de leur hospitalisation qui durera un mois, on extraira au moyen de transfusions sanguines répétées des sels d'uranium et de plutonium du sang des pilotes.
Le soir du 1er mai, à 19 heures, la réduction de moitié du nombre de sacs largués est ordonnée par Chtcherbina par crainte que les constructions en béton, sur lesquelles reposait le réacteur, ne supportent pas le poids et ne s'effondrent dans la piscine de condensation, ce qui aurait provoqué une explosion thermique et un énorme rejet de radioactivité.

#### Vidage de la nappe des sous-structures
La seconde opération a pour objectif de vider le bâtiment de la centrale de l'eau présente dans la piscine et accumulée par l'action des lances incendies des pompiers sous les structures du réacteur pour contrer le risque d'explosion thermique menaçant les réacteurs 1, 2 et 3 encore intacts,.
En effet, le réacteur est toujours actif et la dalle de béton qui le soutient menace de se fissurer. Plus grave, l'eau déversée par les pompiers pour éteindre l'incendie a noyé les sous-structures, menaçant ainsi l'intégrité et le pilotage des trois autres réacteurs de la centrale. Le professeur Vassili Nesterenko diagnostique que, si le cœur en fusion atteint la nappe d'eau accumulée par l'intervention des pompiers, une explosion de vapeur est susceptible de se produire et de disséminer des éléments radioactifs à une très grande distance. En effet, la fusion du combustible et des structures métalliques a formé un corium sur le plancher situé sous le réacteur. L'eau pouvait être drainée en ouvrant des vannes d'évacuation. Cependant, les soupapes qui la contrôlaient étaient sous l'eau, situées dans un couloir inondé du sous-sol.
Ainsi, des volontaires en combinaison de plongée, avec des respirateurs (pour la protection contre les aérosols radioactifs) et équipés de dosimètres, plongent dans l'eau radioactive pour ouvrir les vannes,. Ces hommes sont les ingénieurs Alexei Ananenko et Valeri Bezpalov (qui savaient où se trouvaient les vannes), accompagnés du superviseur de quart Boris Baranov. Selon de nombreuses sources, les trois hommes savaient que c'était une mission suicide, ils auraient subi une forte irradiation et seraient morts peu de temps après. C'est par exemple le cas dans le docufiction de la BBC Surviving Disaster - Chernobyl Nuclear. Certaines sources ont affirmé à tort qu'ils étaient morts dans l'usine. Cependant, les recherches d'Andrew Leatherbarrow, auteur du livre Tchernobyl 01:23:40, ont déterminé que l'histoire fréquemment racontée était une exagération grossière : Alexei Ananenko continue de travailler dans l'industrie de l'énergie nucléaire et pense qu'il y a beaucoup de « folklore » autour de Tchernobyl dans les médias. Bien que Valeri Bezpalov ait été retrouvé encore en vie par Leatherbarrow, Baranov âgé de 65 ans, a vécu jusqu'en 2005 et est mort d'une insuffisance cardiaque, selon une source en langue russe. En 2019, Ananenko est toujours vivant, et déclare que les doses de radiations qu'il a reçues à ce moment n'étaient pas particulièrement élevées.

#### Nettoyage des bâtiments de la centrale
D'autre part, en parallèle, sur le toit et aux alentours immédiats de la centrale, une cinquantaine d'opérateurs sont chargés dans les premiers jours suivant la catastrophe de collecter les débris très radioactifs. Chaque opérateur ne dispose que de 90 secondes pour effectuer sa tâche. Il est exposé à cette occasion à des niveaux de radiations extrêmement élevés dont ne le protègent guère des équipements de protection dérisoires faits de 20 kg de plombs, principalement destinés à l’empêcher d’inhaler des poussières radioactives. Un grand nombre de ces travailleurs en première ligne ont développé par la suite des cancers et sont morts dans les années qui ont suivi. Ces travailleurs ont été surnommés les liquidateurs. Il a aussi été fait appel à des robots télécommandés français, suisses et allemands, mais ceux-ci sont tous tombés en panne à cause des niveaux de radiation exceptionnellement élevés,.

#### Renforcement de la dalle de béton du réacteur
Sous le cœur du réacteur en fusion, la dalle de béton menace de fondre. Au cours de la seconde quinzaine de mai, environ 400 mineurs des mines des environs de Moscou et du bassin houiller du Donbass sont appelés pour creuser un tunnel de 167 mètres de long menant sous le réacteur afin d'y construire une salle. Un serpentin de refroidissement à l'azote doit y être installé pour refroidir la dalle de béton du réacteur. Les mineurs se relaient 24 heures sur 24 dans des conditions très difficiles dues à des températures élevées (plus de 50 °C) et en étant dans l'impossibilité d'utiliser des ventilateurs à cause du niveau très important de poussières radioactives. Le débit de dose à la sortie du tunnel est d’environ 200 röntgens par heure. La radioactivité dans le tunnel lui-même est élevée, quoique non fatale à court terme, mais la chaleur rend le travail difficile. Le circuit de refroidissement ne fut jamais installé, finalement remplacé par du béton pour ralentir et arrêter la descente du cœur fondu.
Ce n'est que le 6 mai que le niveau de radiation chute à 1,5 röntgen par heure. Après cette date, ce sont encore 80 tonnes de mélanges qui seront déversées.

#### Écoulement et solidification du cœur
Le 6 mai, l'émission du réacteur chute en moins de vingt minutes au 1/50e de sa valeur précédente, puis à quelques curies par jour. L'explication n'en sera connue que deux ans plus tard, à la suite de forages horizontaux faits en 1988, à travers le bloc 4, par l'Institut Kourtchatov : le fond du réacteur avait cédé d’un coup, et le cœur fondu s’était écoulé, puis solidifié à 20 m dans les infrastructures inférieures de la piscine de suppression qui avait été vidée. Le cœur du réacteur mélangé de débris fondus est appelé corium et sa partie visible, du fait de sa forme, est nommée pied d'éléphant. L'activité du cœur n'a cessé de décroître depuis les événements[réf. nécessaire]. Depuis la pose de la seconde enceinte de confinement en 2016, les émissions de neutrons ont doublé. Ce regain d'activité est, selon certains spécialistes, susceptible d'entraîner un risque de destruction  des infrastructures de confinement, opinion démentie par l'IRSN.

### Construction du premier sarcophage et décontamination (14 mai – décembre 1986)
Dans les mois qui ont suivi, plusieurs centaines de milliers d'ouvriers (600 000 environ), les « liquidateurs » venus d'Ukraine, de Biélorussie, de Lettonie, de Lituanie et de Russie arrivent sur le site pour procéder à des nettoyages du terrain environnant. Leur protection individuelle contre les rayonnements était très faible, voire nulle. La décontamination était illusoire, dans la mesure où personne ne savait où transférer les gravats déblayés. Beaucoup de villages en Ukraine, mais surtout en Biélorussie ont été évacués, détruits et enterrés en raison d'une radioactivité trop élevée.
Dans la zone interdite, les liquidateurs étaient chargés de tuer les animaux domestiques et sauvages, car la poussière radioactive présente dans leur pelage risquait de contaminer les autres liquidateurs. D'autres unités de liquidateurs procédaient à la décontamination des villages et des camions revenant de la centrale à l'aide de simples jets d'eau, la poussière radioactive recouvrant presque tout.
En août 1986 commençaient la décontamination de la centrale et l'isolation du réacteur. C'est dans ce périmètre que les niveaux de radioactivité étaient les plus élevés. Les véhicules étaient recouverts de plaques de plomb pour protéger leur équipage. Les liquidateurs travaillaient dans une radioactivité si élevée qu'ils ne pouvaient rester sur place que quelques minutes, voire secondes. De plus, des morceaux de graphite qui entouraient les barres de combustible du réacteur en avaient été expulsés lors de l'explosion et étaient éparpillés sur le toit de la centrale et dans ses environs. Ces gravats hautement radioactifs ne pouvaient être récupérés par des êtres humains sans sacrifier leur santé. Dans de telles conditions, des robots téléguidés ont été choisis pour procéder au nettoyage, mais la radioactivité était si élevée qu'ils tombaient en panne après quelques missions. La dernière solution était donc d'envoyer des hommes pour effectuer ce travail. Ces liquidateurs, par la suite appelés « bio-robots » ou « « robots verts » (à cause de la couleur de leur uniforme) », se relayaient à peu près toutes les 30 secondes sur les toits de l'usine, qui avaient reçu pour l'occasion des surnoms, « Nina », « Masha » et « Katya », Masha étant la partie la plus radioactive des trois. Leur mission était de jeter les gravats radioactifs dans des bennes ou dans le réacteur détruit à l'aide de pelles ou, quand il n'y en avait plus, à la main. Une fois cette lourde tâche effectuée, les travaux d'isolement du réacteur pouvaient commencer. On estime qu'il y avait sur le toit de 10 000  à   12 000 röntgens par heure, et donc que chaque liquidateur recevait environ 100 röntgens ; sachant que la dose mortelle est d'à peu près 400 röntgens en une année, ces hommes ont enduré différents problèmes de santé une fois rentrés chez eux.
La solution retenue pour isoler le réacteur détruit est une imposante structure d'acier recouvrant les ruines du bâtiment. Du fait de la radioactivité, les liquidateurs chargés de sa construction ne pouvaient pas rester longtemps sur place. La construction de ce premier sarcophage de Tchernobyl s'est déroulée de mai à octobre 1986. Pour en célébrer la fin, un drapeau rouge a été hissé au-dessus de la tour de refroidissement. Les noms des liquidateurs sont mentionnés sur la dernière pièce métallique fixée au sarcophage. Une seule personne y repose : Valeri Kodemtchouk, un employé de la centrale mort à son poste dans la salle de pompage au moment de l'explosion et dont le corps n'a jamais été retrouvé.
Un hélicoptère Mi-8 s'est écrasé pendant l'édification du sarcophage, entraînant la mort de son équipage. Les pales ont percuté le câble d'une grue. La scène a été filmée par le cinéaste Vladimir Chevtchenko.
Selon Viatcheslav Grichine, membre de l'Union Tchernobyl, principale organisation des liquidateurs, sur 600 000 liquidateurs, « 25 000 sont morts et 70 000 restés handicapés en Russie, en Ukraine les chiffres sont proches, et en Biélorussie 10 000 sont morts et 25 000 handicapés ».
|                                  |
| Vue du 1er sarcophage (en 2005). |

|                                            |
| Réacteur nº 4 et 1er sarcophage (en 2010). |

### Évacuation tardive des populations

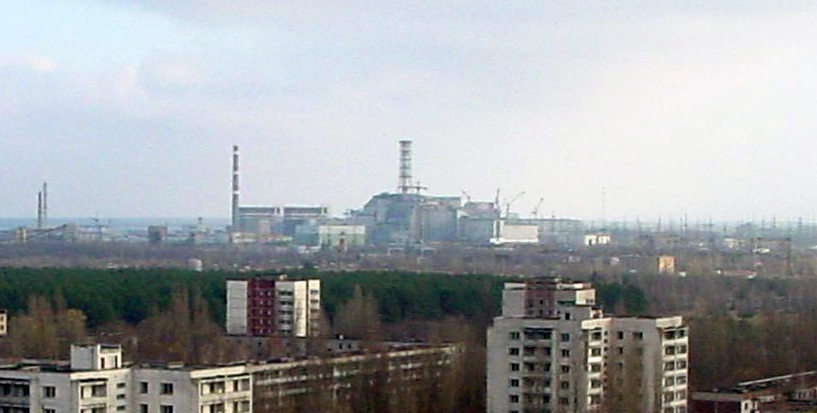
Vue de la centrale nucléaire depuis la ville de Prypiat, toute proche.

Le 26 avril 1986, la population locale n’est pas prévenue de l'accident et poursuit ses activités habituelles sans prendre de précautions particulières, les autorités soviétiques considérant que la panique est bien plus dangereuse que la radioactivité. Les habitants de Prypiat, petite ville située à 3 km de Tchernobyl, ne sont pas immédiatement informés sur la gravité de la situation. Ils vivront une journée comme les autres. Ils ne seront évacués que 30 heures après l'accident après décision de la Commission gouvernementale intervenue le 26 avril à 23 h. À Prypiat toujours, 900 élèves âgés de 10 à 17 ans participent à un « marathon de la paix » qui fait le tour de la centrale.
L'évacuation est officiellement annoncée le 27 avril 1986 à 11 h et débute le 27 avril à 14 h et les 49 360 habitants de Prypiat sont les premiers concernés. Ils n'ont été informés que quelques heures auparavant par la radio locale, qui leur demandait de n'emporter que le strict minimum et leur promettait qu'ils seraient de retour sous 2 ou 3 jours. Emmenés par l'armée, ils sont hébergés dans des conditions précaires dans la région de Polesskoïe, elle-même gravement touchée par les retombées radioactives.
Au début du mois de mai, les 115 000 personnes habitant dans un rayon de 30 km autour du site sont évacuées, opération qui se poursuit jusqu'à la fin du mois d'août. Chaque évacué reçoit une indemnité de 4 000 roubles par adulte et 1 500 roubles par enfant. Les évacuations touchent au total environ 250 000 personnes de Biélorussie, de Russie et d’Ukraine. Slavoutytch, une ville comptant plus de 30 000 habitants à la fin de l'année 1987, est créée ex nihilo.
Quatre « zones de contamination radioactive » décroissantes sont définies. Deux d'entre elles ne sont pas évacuées, mais les habitants disposent d'un suivi médical et de primes de risque.

### Gestion administrative et politique

#### Autorités locales et échelons bureaucratiques
Dans les premières heures qui suivent la catastrophe, l'opacité créée par les différents échelons administratifs est totale. Mikhaïl Gorbatchev, secrétaire général du Comité central du Parti communiste de l'Union soviétique, n'est informé officiellement que le 27 avril. Avec l'accord du Politburo, il est forcé de faire appel au KGB pour obtenir des informations fiables[réf. incomplète]. Le document qui lui est transmis parle d'une explosion, de la mort de deux hommes, de l'arrêt des tranches 1, 2 et 3. Les rapports faits au dirigeant soviétique sont entourés d'« un luxe de précautions oratoires ».

#### Rôle des pays occidentaux

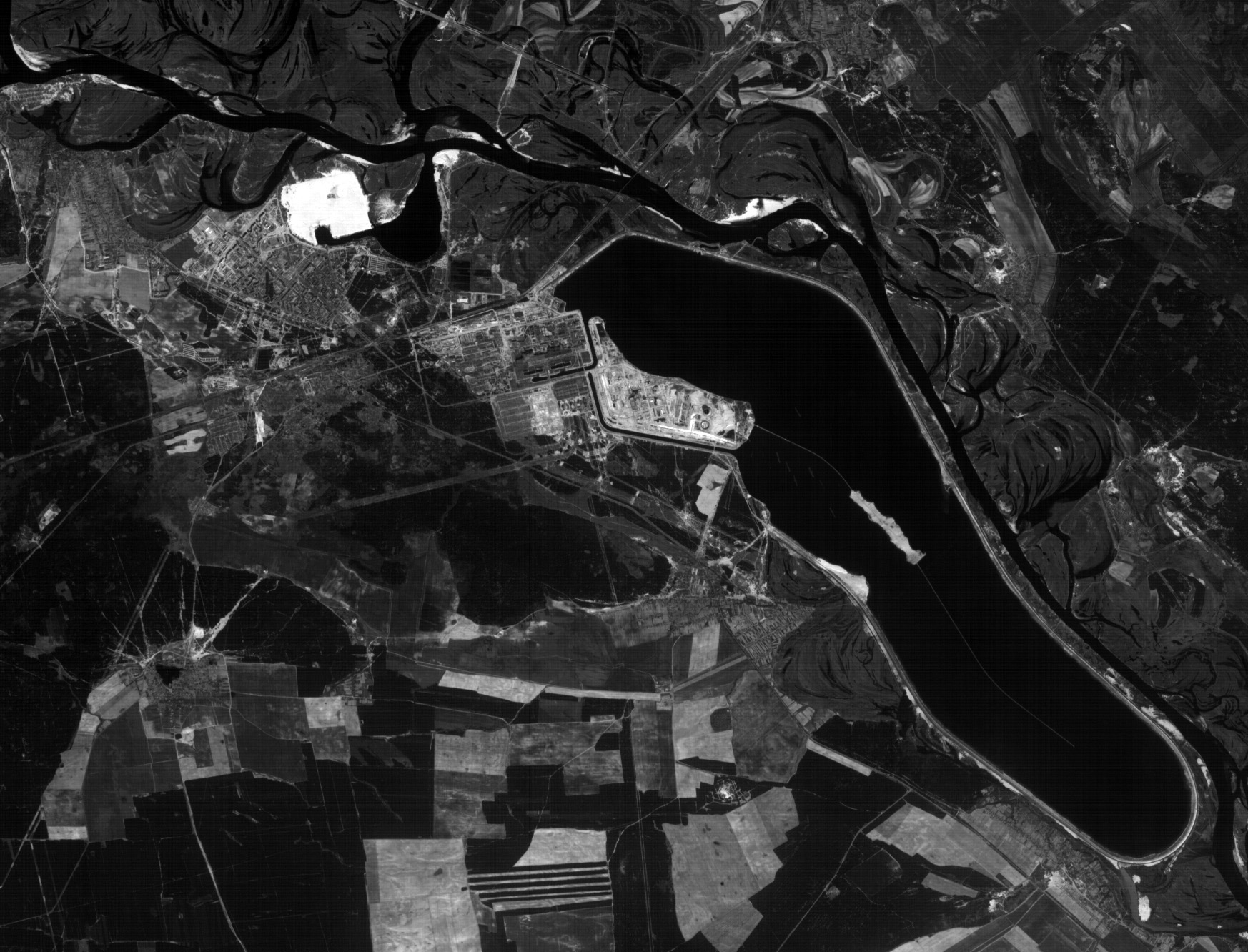
Image satellite prise le 1 mai 1986 par le satellite français SPOT-1.

Le 28 avril au matin, un niveau de radioactivité anormal est constaté dans la centrale nucléaire de Forsmark en Suède, qui entraîne l'évacuation immédiate de l'ensemble du site, par crainte d'une fuite radioactive interne. Mais les premières analyses montrent que l'origine de la contamination est extérieure à la centrale et vient de l'est. L'après-midi du même jour, l'Agence France-Presse rapporte l'incident.
À partir de ce moment, toutes les hypothèses sont formulées par les médias occidentaux. Les informations arrivent au compte-goutte (entretien à Kiev de personnes évacuées de la zone, etc.). L'agence de presse TASS parle le 29 avril d'un accident « de gravité moyenne survenu à la centrale nucléaire de Tchernobyl », le « premier de cette nature », citant le Conseil des ministres de l'URSS. Alexandre Liachko, le premier ministre ukrainien, affirmera finalement que « les autorités de Moscou n'ont été mises au courant de la pleine gravité de la catastrophe que quarante-huit heures après les faits ». En même temps, les photos satellites du site de la centrale fournissent les premières images de la catastrophe.

#### Communication de crise
Pour Mikhaïl Gorbatchev, la catastrophe constitue la première mise en œuvre de la politique de glasnost (« transparence ») présentée au cours du XXVIIe congrès du PCUS (25 février – 6 mars 1986), et qui a rencontré de fortes oppositions. Dans son esprit, l'accident constitue « un nouvel argument fort en faveur de réformes profondes ».
Le 14 mai, Gorbatchev prononce une allocution télévisée de 45 minutes dans laquelle il reconnaît l'ampleur de la catastrophe. Il rejette les accusations de dissimulation portées par les médias occidentaux et affirme que lui-même et la direction du parti n'avaient initialement pas conscience de son ampleur. La reconnaissance publique de la catastrophe et la mise en cause du système tranchent de façon importante avec la censure habituelle,.
Il admet que des dysfonctionnements profonds ont eu pour conséquence que « ni les politiques ni même les scientifiques n'étaient préparés à saisir la portée de cet événement ». Cette volonté de transparence ne va pas sans une très importante propagande autour des travaux réalisés, destinée à mettre en valeur la « bataille contre l'atome ». Une banderole apposée sur le réacteur éventré proclame que « le peuple soviétique est plus fort que l'atome », tandis qu'un drapeau rouge est fixé au sommet de la tour d'aération de la centrale à l'issue des travaux de déblaiement.
Pendant 15 ans, seuls les 56 premiers décès seront reconnus par les autorités.

#### Gestion des déchets
Une grande quantité de déchets radioactifs a été produite à la suite de l'accident. Une partie de ces déchets a été conservée sous le sarcophage ; une autre a été stockée en surface, ou enfouie dans de nombreux dépôts et tranchées (au nombre de 1 000 rien qu'en Ukraine, où le volume de déchets a été évalué à environ « un million de mètres cubes et une radioactivité de 14 pétabecquerels ».
Ces déchets ont été répartis selon leur niveau d'activité. Ceux de moyenne et de haute activité ont été stockés dans des casemates en béton ou des tranchées, ceux de faible activité (bois, matériaux, sols...) ont été enfouis sous des tumulus de terre. À l'heure actuelle, seules les tranchées accueillent encore ces déchets. Comme bon nombre de ces tranchées ne sont pas étanches, des radionucléides ont pu s'échapper vers les eaux souterraines. Pour y remédier, les autorités ont élaboré des aménagements tels qu'un système de drainage des eaux, des barrières, ou encore des puits de surveillance. En outre, des tranchées ont été construites afin d'accueillir de nouveaux déchets, notamment sur le site de Buriakovka en 2019. Il en est de même sur le site de Vektor qui doit accueillir des déchets de la centrale de Tchernobyl, mais également d'autres centrales ukrainiennes.
Avec l'aide de la France et de l'Allemagne, une base de données a été créée (de 1999 à mi-2000) pour décrire et localiser ces déchets et permettre leur suivi, pour les trois États principalement concernés à partir des informations qu'ils ont pu ou voulu fournir ; avant d'être complétée au fur et à mesure par des données nouvelles (via 426 enregistrements, la base contenait (en 2000) l'équivalent de 45 % environ des dépôts estimés dans les zones contaminées). Des incohérences de données ont été détectées entre les versions russes et anglaises, et « des lacunes importantes dans les données sur les émetteurs alpha et bêta rendent délicate la classification de certains déchets » précisent les gestionnaires de la base.

#### La «Cassandre de Tchernobyl»
Lioubov Kovalevskaïa est une journaliste russe qui a tenté d’alerter l’opinion publique sur le risque d’accident nucléaire six mois avant la catastrophe de Tchernobyl. Elle a travaillé comme rédactrice en chef du journal La tribune de l’énergéticien de la centrale de Tchernobyl à partir de 1980. À partir de 1983, ayant observé « une fuite de vapeur radioactive [ayant] contaminé le site et atteint Prypiat » et enquêté à ce sujet, elle a cherché, à travers plusieurs articles censurés et édulcorés, à alerter les lecteurs sur le manque de sûreté nucléaire de la centrale. C’était un risque dont elle était témoin, et dont elle a été tragiquement victime, ayant été « gravement irradiée », ainsi que sa fille. Dans ses articles, la censure ne l’a jamais laissée faire plus qu'une allusion aux dysfonctionnements qu’elle constatait.
Après quelques années, elle a démissionné de son poste. Dans la foulée, au début de 1986, elle a publié un article dans L’Ukrainien littéraire (de Kiev), affirmant plus clairement cette fois-ci que la centrale « n’était pas sûre ». L’administration communiste a alors ouvert une enquête visant à l’exclure du Parti, même si cette publication, improbable dans une revue littéraire, ne pouvait pas avoir d’impact important sur l’opinion publique de l’URSS.
Elle a ensuite écrit deux ouvrages : Tchernobyl secret et Le journal de Tchernobyl et donné une interview. Ainsi a posteriori a-t-elle été surnommée la « Cassandre de Tchernobyl » et Mikhaïl Gorbatchev l’a félicitée pour son « courage civique ».

## Analyses de l'accident
Dans un premiers temps, les éléments fournis par les responsables soviétiques faisaient peser toute la responsabilité de l’accident sur les opérateurs, en insistant sur les violations des règles de conduite réalisées par ces derniers.   
Il est apparu en réalité que ces règles n’existaient pas ou n’étaient ni claires ni comprises et que les véritables causes de la catastrophe sont : la conception du réacteur RBMK, l'insuffisance des études de sûreté, la faiblesse des règles et documents de conduite et de la formation qui en résultaient et enfin un contrôle insuffisant des autorités de sûreté. De fait, c’est tout le milieu nucléaire soviétique, concepteurs, constructeurs, exploitants et également les organismes de sûreté qui sont par la suite mis en cause.  
Les sources soviétiques soulignent qu'antérieurement à l’accident de Tchernobyl, les concepteurs du réacteur RBMK n’étaient pas dans l’ignorance des risques liés aux caractéristiques propres de ce dernier, sans pour autant que cela se soit traduit concrètement par des modifications ou des restrictions d’exploitation.   
Enfin, il est apparu le manque de partage d'expérience entre opérateurs et concepteurs. Outre l’incident précédemment déjà mentionné survenu en 1983 à la centrale d’Ignalina, qui n’avait conduit à aucune modification ou disposition restrictive d’exploitation des RBMK, un autre incident était survenu en 1975 également dans le réacteur n° 1 de la centrale de Leningrad, qui peut être considéré comme un précurseur de l’accident de Tchernobyl.   
Ce denier s'était manifesté par la rupture d’un tube de force après une séquence d’événements assez similaire à celle qui a précédé l’accident de Tchernobyl, à savoir un fonctionnement prolongé à 50 % de la puissance nominale, suivi par un arrêt complet, avant un re-couplage au réseau. Outre un empoisonnement neutronique par le xénon, de fortes perturbations dans la distribution du flux neutronique, l'obstination des opérateurs à poursuivre la montée en puissance, et une marge insuffisante en termes de réactivité avec moins de 15 barres insérées dans le coeur constituèrennt les traits majeurs de cet incident, qui conduisirent probablement à une excursion nucléaire limitée à une zone du réacteur. Les opérateurs de la centrale de Tchernobyl n’eurent pas connaissance à la fois de la nature et des causes de cet incident.    
De plus, il a été mis en lumière l’insuffisance du système de contrôle et d’autorisation dans les pays de l’ex Union soviétique. La commission d’enquête soviétique mise en place après l'accident a elle-même constaté que la centrale de Tchernobyl ne respectait pas les règles et standards de sûreté soviétiques en vigueur au moment même de sa construction, au milieu des années 1970.   
En 1990, le scientifique russe et ingénieur en génie atomique, Gregori Medvedev, qui avait tenté de sensibiliser les autorités sur les risques de conception des réacteurs RBMK au cours des années précédentes, publie un ouvrage un ouvrage détaillé sur la catastrophe intitulé la vérité sur Tchernobyl. Rédigé 4 ans après les évènements, il explique en détail le contexte, les circonstances techniques et humaines, la gestion de l'incendie par les pompiers et les membres de la centrale, la circulation de l'information, la gestion de la crise par les autorités soviétiques et les conséquences à court moyen et long terme de l'accident,,.

## Conséquences

### Taux de radioactivité émise
En dix jours, près de 12 EBq partent dans l’environnement, soit 30 000 fois l’ensemble des rejets radioactifs atmosphériques émis en 1986 par les installations nucléaires en exploitation dans le monde.
| Radio- nucléide | T1/2      | Activité  | 2021      | Masse  |
| Radio- nucléide | T1/2      | (1015 Bq) | (1015 Bq) | (g)    |
| --------------- | --------- | --------- | --------- | ------ |
| 85Kr            | 10,8 a    | 33        | 3,5       | 2.290  |
| 133Xe           | 5,25 j    | 6.500     |           | 939    |
| 129mTe          | 33,6 j    | 240       |           | 215    |
| 132Te           | 3,2 j     | ≈1150     |           | 100    |
| 131I            | 8,02 j    | ≈1760     |           | 382    |
| 133I            | 20,8 h    | 910       |           | 21     |
| 134Cs           | 2,06 a    | ≈47       | 0,000 36  | 980    |
| 136Cs           | 13,2 j    | 36        |           | 13     |
| 137Cs           | 30,2 a    | ≈85       | ≈38       | 26 587 |
| 89Sr            | 50,5 j    | ≈115      |           | 106    |
| 90Sr            | 28,8 a    | ≈10       | ≈4        | 1 959  |
| 103Ru           | 39,3 j    | 168       |           | 140    |
| 106Ru           | 374 j     | 73        |           | 599    |
| 140Ba           | 12,8 j    | 240       |           | 89     |
| 95Zr            | 64,0 j    | 84        |           | 105    |
| 99Mo            | 2,74 j    | 72        |           | 4      |
| 141Ce           | 32,5 j    | 84        |           | 79     |
| 144Ce           | 285 j     | ≈84       |           | 713    |
| 239Np           | 2,36 j    | 400       |           | 46     |
| 238Pu           | 87,7 a    | 0,015     | 0,011     | 23     |
| 239Pu           | 24 100 a  | 0,013     | 0,013     | 5 661  |
| 240Pu           | 6 560 a   | 0,018     | 0,018     | 2 142  |
| 241Pu           | 14,4 a    | ≈2,6      | ≈0,5      | 682    |
| 242Pu           | 375 000 a | 0,000 04  | 0,000 04  | 274    |
| 242Cm           | 163 j     | ≈0,4      |           | 3      |

### Modernisation et sécurisation des réacteurs RBMK
Pour remédier aux défauts du sytème RBMK du au coefficient de vide positif, les mesures immédiates d'amélioration sous l'égide de l'AIEA ont été les suivantes :

#### Réduction du coefficient de vide positif
Pour réduire l'effet déstabilisant du coefficient positif de température des RBMK, les deux principales mesures ont été :
- l'ajout, dans le cœur du réacteur, d'un certain nombre de barres absorbantes fixes permanentes de 43 à 48 en remplacement d'assemblages de combustible, portée par la suite à 80[38][50] ;
- l’augmentation progressive de l'enrichissement du combustible passé de 2 à 2,6 %[50].

Sans rendre le coefficient négatif, ces mesures ont contribué à le réduire significativement en le faisant passer de 4,7 à 0,7.

#### Modification du système d'arrêt d'urgence
- Installation d'un second système d'arrêt rapide ou Système de Protection d'Urgence (SPU) de 24 nouvelles barres pouvant descendre en 7 ou 2,5 secondes en fonction de l'option choisie[50].
- Modification de la conception des barres absorbantes qui ont été affectées d’une limite minimale d’insertion de 1,20 mètre[38],[50]
- Réduction sur le système d'arrêt principal du temps d'introduction des barres de contrôle passé de 18 à 12 secondes[50].
- Installation de nouveaux signaux d'alarme pour le déclenchement de l'arrêt d'urgence[50].
- Mise en place d'alarme spécifique et d'un arrêt manuel lorsque la puissance du réacteur passe en dessous de 700 MW ou si le nombre de barres de contrôle amovibles est inférieur à 30 dans le cœur du réacteur[50].
- Mise en place d'un système de sécurité permettant d'accepter jusqu'à 9 tubes de forces rompus au sein du coeur (type réacteur Smolenk 3)[50]

#### Formation du personnel
L’ensemble de l'organisation de la sûreté et les méthodes et procédures d’autorisation et d’inspection dans les pays de l’URSS ont  évolué. Dans le domaine de la formation des équipes de conduite, un programme d’entraînement sur simulateurs dans toutes les situations, même sérieusement dégradées, a été instaurée. Cela a permis au personnel de conduite soviétique d'acquérir progressivement la formation qui leur avait fait défaut lors de l'accident.

### Suicide de l'académicien Valeri Legassov
Deux ans après la catastrophe, Valeri Legassov, scientifique (directeur de l'Institut Kourtchatov de physique nucléaire) et haut fonctionnaire soviétique chargé des questions nucléaires, et qui a co-écrit et présenté le rapport de la première commission gouvernementale chargée de la gestion de Tchernobyl, se pend après avoir dénoncé les défauts des centrales nucléaires russes, mal conçues à cause des difficultés financières de l'Union soviétique, et il publie à titre posthume un article dans la Pravda du 20 mai 1988,.
Il y témoignait : « Lors du rapport qu’il fit à la réunion du 14 juillet 1986, N.I. Ryjkhov (Premier ministre et membre du Politburo du PC) affirma que, selon toute apparence, l’avarie à la centrale ukrainienne n’avait pas été fortuite, et que c’était en fait de manière inéluctable que l’économie atomique en était arrivée à un événement aussi grave. Je fus frappé par la justesse de ces propos, étant moi-même incapable de résumer ainsi l’état des choses. Je me rappelais un cas significatif survenu un jour dans une centrale: au lieu de souder correctement un joint du circuit principal, les soudeurs s’étaient contentés de placer une électrode, la soudant à peine en surface. On avait risqué une avarie épouvantable, l’explosion d’une conduite importante, avec perte intégrale du fluide de refroidissement, la fonte de la zone active, la destruction du réacteur, Mais, heureusement, cette centrale disposait d’un personnel discipliné, attentif et précis; en effet, le point non étanche détecté par l’opérateur n’était même pas décelable au microscope. On se lança alors dans des investigations pour découvrir que l’on se trouvait tout simplement en présence d’une soudure bâclée. On se mit ensuite à examiner les documents: ils portaient tous les signatures requises, celle du soudeur qui confirmait avoir effectué un travail de qualité, celle aussi du responsable de la détection par flux gamma qui disait avoir contrôlé ce joint, joint en réalité inexistant. Tout cela au nom de la productivité du travail, à savoir la soudure d’un nombre maximum de joints. Un tel gâchis frappa vivement notre imagination. On s’attacha alors à contrôler ce même secteur dans d’autres centrales, et les résultats ne furent pas partout satisfaisants ».
« Tchernobyl a été l'apogée de tout le mauvais fonctionnement de l'industrie de l'énergie atomique depuis des dizaines d'années ».

### Fonctionnement de la centrale après l'accident
Les réacteurs 1, 2 et 3 sont maintenus en activité en raison des forts besoins d'électricité en Ukraine. Les conditions d'exploitation et la forte radioactivité obligent à une rotation des équipes afin de respecter les normes sanitaires. Les réacteurs 5 et 6 en cours de construction sont arrêtés par la suite et le projet de 12 réacteurs initialement prévus sur le site est abandonné. 
Le 11 octobre 1991 un incendie détruit la salle des machines du réacteur no 2 et réduit le toit du bâtiment à l'état de débris. Le réacteur no 2 est alors mis définitivement hors service.
Le réacteur 1 fut définitivement arrêté en novembre 1996. Le réacteur no 3, qui était le dernier réacteur encore en service à la centrale, fut arrêté définitivement le 15 décembre 2000 sous la condition d'une aide financière européenne. 

### Polémiques relatives aux conséquences
Internationalement, une crise de crédibilité affectant globalement l'énergie nucléaire est déclenchée par l'accident de Tchernobyl.
Selon Kate Brown, professeure au Massachusetts Institute of Technology (MIT), les conséquences réelles du désastre restent largement méconnues et sous-estimées : « Il s’agit surtout d’occulter les effets des radiations chroniques à faibles doses, afin de détourner l’attention de l’impact possible des essais nucléaires sur les populations. […] Se contenter de ne voir dans Tchernobyl qu’un accident avec un début et une fin, c’est l’utiliser comme un balai pour écarter le vrai sujet : au nom de la paix, nos dirigeants ont fait exploser 2 000 bombes dans l’atmosphère pendant la guerre froide, qui ont émis 500 fois plus de radioactivité que Tchernobyl. Nous y avons tous été exposés, surtout dans l’hémisphère nord. Depuis 1950, on constate partout une envolée des taux de cancers, surtout chez les enfants, des malformations congénitales, une chute de moitié de la qualité du sperme… Voulons-nous savoir pourquoi ? Ou acceptons-nous un humain en moins bonne santé comme étant le nouveau standard ? À cause du nucléaire, des produits chimiques ? Non, nous devons demander à en savoir plus, et nous armer de données pour résister à ceux qui essaient de nous endormir avec des demi-vérités »,.

#### Survol du territoire français par le panache radioactif
En France, Pierre Pellerin, directeur du Service de protection contre la radioactivité, déclare que l’augmentation de la radioactivité mesurée dans l'air ne cause pas de risques pour la santé publique en France. Cette déclaration est transformée en « le nuage s’est arrêté aux frontières » dans les médias,.
La présentatrice du journal météo de Antenne 2, Brigitte Simonetta, annonce le 30 avril 1986, notamment en faisant figurer, de sa propre initiative, un panneau stop, que les prévisions météorologiques permettent de dire que le « nuage » ne devrait pas survoler la France grâce à la présence d'un anticyclone. Toutefois, à partir du 30 avril 1986, les vents s'inversent et le nuage survole le territoire de la France jusqu'au 5 mai,,,.
Un communiqué du ministère de l'Agriculture daté du 6 mai, mal rédigé car sa formulation est contradictoire, indique que « le territoire français, en raison de son éloignement, a été totalement épargné par les retombées de radionucléides consécutives à l'accident de la centrale de Tchernobyl. À aucun moment les hausses observées de radioactivité n'ont posé le moindre problème d'hygiène publique ».
Le 10 mai, sur le plateau de TF1, Pierre Pellerin reconnaît que la radioactivité est supérieure à la normale, information confidentielle, mais qu’elle ne présente toujours aucun risque pour la santé. Néanmoins, cette position tranche avec la réaction d'autres pays européens notamment en Suisse et en Allemagne où des mesures de précaution de la population sont prises.
Cependant, la Commission de Recherche et d'Informations Indépendantes sur la radioactivité, la Criirad, formée en 1986 à la suite de l'accident de Tchernobyl, et l'Association pour le Contrôle de la Radioactivité dans l'Ouest (ACRO), aboutissent par analyses directes des sols à des conclusions différentes en soulignant notamment la présence dès fin des années 1980 puis au cours des années 1990 dans le massif des Alpes en France, en Suisse, en Italie et en Autriche, de fortes accumulations de nucléides tel que le césium 137 issus du nuage radioactif et toujours actifs plus de trente cinq ans après la catastrophe,,.

### Conséquences politiques
A l'échelle de l'État fédéral et également du monde entier, les failles de l'URSS sont révélés par l'accident.
Pour Mikhaïl Gorbatchev, secrétaire général du Comité central du Parti communiste de l'Union soviétique au moment de la catastrophe, cet évènement le renforce dans sa détermination de mettre en place les réformes économiques (Perestroïka) et de transparence politique (Glasnost) indispensables pour insuffler à l'URSS, sérieusement en difficultés notamment dans l'agriculture depuis la collectivisation décidée par Staline dans les années 1930, les changements nécessaires à sa continuité.
Le 3 juillet 1986, il tient ce discours devant le politburo réuni au complet : « Voilà trente ans que vous autres scientifiques, spécialistes, ministres, n'arrêtez pas de nous dire que tout est fiable. Et vous escomptez que l'on vous regarde comme des dieux ! Or tout cela s'est soldé par un échec. Les ministères et les centres de recherche travaillaient hors de tout contrôle. Tout le système était miné par la flagornerie, l'esprit de chapelle, l'intolérance envers toute pensée hétérodoxe, l'épate et les liens personnels ou claniques avec les dirigeants ».
En 2011, il affirmait : « Nous n'avons pas encore pris toute la mesure de cette tragédie ».

### Déplacements de populations

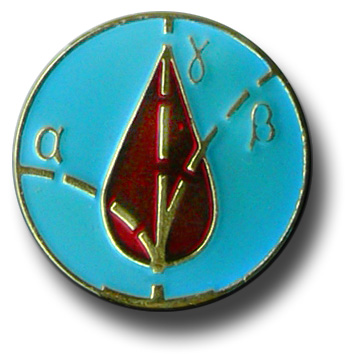
Une des médailles remises aux liquidateurs : le symbole représente une goutte de sang traversée par les rayonnements alpha, bêta et gamma.

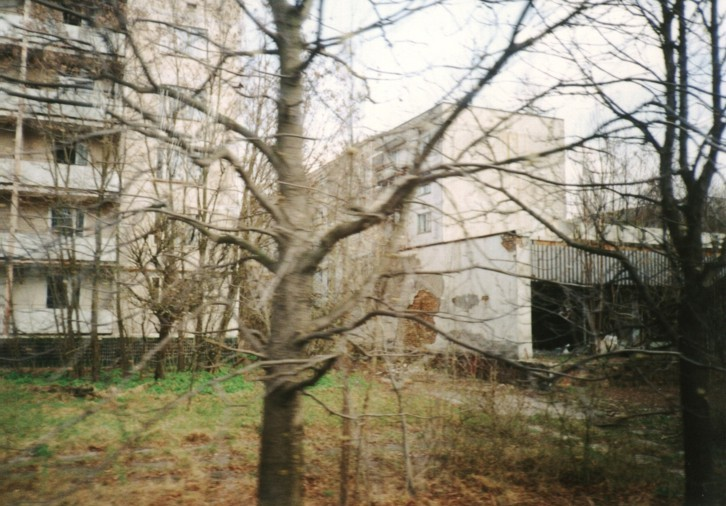
Prypiat, devenue une ville fantôme.

Le rapport de 2007 de l'IRSN rapporte que, dans la semaine qui a suivi l’accident, les autorités soviétiques ont procédé à l’évacuation des habitants des localités des environs, soit plus de 135 000 personnes, qui ont dû être relogées ultérieurement. Comme le note Philippe Coumarianos : « entre le 27 avril et le 7 mai, deux villes et soixante-dix localités, situées dans un rayon de 30 kilomètres autour de la centrale, furent vidées de leurs habitants. Cette zone d'exclusion couvre une superficie de près de 300 000 hectares, à cheval sur les territoires ukrainien et biélorusse. (…) Au total, environ 250 000 personnes quittèrent leurs foyers ».
Le déplacement des populations vivant dans les zones d’exclusion a également engendré un coût, et de nombreuses personnes vivent encore en territoire contaminé (en Biélorussie, le pays le plus touché, 1,6 million de personnes) et connaissent donc des difficultés. Il a également fallu créer de nouveaux établissements de santé et prendre des mesures sanitaires.
Passant outre aux ordres d'évacuation de la zone d'exclusion nucléaire, environ un millier de samossioly (« colons individuels ») sont revenus y habiter, vivant en autarcie de leur lopin de terre ; en 2007, ils auraient été environ 300, dont la moitié à Tchernobyl.

### Sanitaires

Carte indiquant l'état de la contamination au césium 137 en 1996 sur la Biélorussie, la Russie et l'Ukraine :
Zone fermée/confisquée (Supérieure à 40 curies par kilomètre
carré (ci/km²) de césium 137)
Zone de contrôle permanent (15 à 40 ci/km² de césium 137)
Zone de contrôle périodique (5 à 15 ci/km² de césium 137)
Zone faiblement contaminée (1 à 5 ci/km² de césium 137)

#### Radiations
L'IRSN a publié en 2007 un rapport sur « Les accidents dus aux rayonnements ionisants » qui consacre cinq pages à une synthèse des conséquences de la catastrophe de Tchernobyl. « Des surfaces importantes de trois territoires de l’Ukraine, de la Biélorussie et de la Russie (correspondant à plus de sept millions d’habitants) ont présenté des dépôts de césium 137 supérieurs à 37 kBq/m2 (1 Ci/km2) :
1. La région comprise dans un cercle approximatif de 100 km de rayon autour de la centrale ;
2. La région de Homiel, de Mahiliow et de Briansk à environ 200 km au nord-nord-est ;
3. La région de Kalouga, Toula et Orel à 500 km au nord-est. »[134].

L'IRSN rapporte que « deux radionucléides ont soulevé des problèmes sanitaires, tant à cause de leurs effets que des quantités rejetées : le césium 137 avec 85 PBq (2,3 106 Ci) rejetés et l’iode 131 avec 1 760 PBq (47,5 106 Ci) rejetés ».
Les plus fortes doses de radiation ont été reçues par le millier de personnes qui sont intervenues sur le site les premiers jours, et ont été exposées à des doses allant de 2  à   20 gray. Selon l'AIEA et l'IRSN, 134 présentèrent un syndrome d'irradiation aiguë et 28 décédèrent,. L'effet stochastique de la contamination radioactive sur les populations exposées moins fortement n'apparaît que statistiquement, et est plus difficile à mettre en évidence, d'où son caractère très polémique. La distribution dans les premières heures (6-30) de l'accident de tablettes d'iode à la population de Prypiat (la plus grande ville à proximité de la centrale, dont la population a été évacuée moins de 48 heures après l'accident) a permis en moyenne de diminuer la dose sur la thyroïde d'un facteur six. Selon d'autres experts, allant du Comité scientifique des Nations Unies pour l'étude des effets des rayonnements ionisants à la Commission européenne en passant par le professeur Aurengo, la distribution d'iode a été trop partielle et/ou tardive,,. Finalement, une très nette épidémie de 4 000 cancers de la thyroïde (au lieu des 50 statistiquement attendus) a été constatée chez les jeunes enfants de la région, directement attribuable à une contamination à l'Iode-131, et conduisant à neuf décès. Cela correspond à une multiplication du taux naturel de ce cancer, très rare chez l’enfant,, par un facteur entre 10 et 100. Cet excès de cancers de la thyroïde parmi les enfants aurait été évité si toute la population avait bénéficié en temps voulu d’une distribution prophylactique d’iode stable.
Selon l'AIEA, les quelque 600 000 « liquidateurs » qui étaient intervenus sur le site reçurent en moyenne une dose de l'ordre de 100 mSv (de 10  à   500 mSv) ; et le taux de mortalité de ce groupe semble avoir augmenté d'environ 5 %, conduisant à une estimation de quatre mille morts supplémentaires. Cependant, si la mortalité a été anormalement élevée, le risque de cancer à proprement parler semble avoir diminué dans ce groupe selon une étude pratiquée sur 8 600 de ces liquidateurs ayant reçu une moyenne de 50 mSv : elle montre une sous-incidence significative de 12 % de l’ensemble des cancers par rapport à la population générale russe, et elle n’a pas permis de mettre en évidence de relation dose-effet significative. L’analyse chez ces liquidateurs a montré une augmentation (double, voire triple) de l’incidence des leucémies, mais sans relation dose-effet significative, ce qui pouvait signifier que cette augmentation apparente n'est qu'un biais de dépistage,,. L'IRSN indique que « indépendamment des incertitudes sur les doses reçues par les « liquidateurs », souvent surévaluées en raison des avantages sociaux et des compensations liées au statut de « liquidateur », les données issues du suivi de ces travailleurs sont d’interprétation difficile, notamment à cause de l’éclatement de l’URSS, qui a rendu nombre de « liquidateurs » à leurs pays d’origine ». En reconstruisant les doses des sujets plutôt qu'en utilisant les chiffres officiels donnés par les registres, une étude de 2008 a cependant observé une augmentation significative du nombre de leucémies chez des liquidateurs ukrainiens, ce résultat étant conforté par l'existence d'une relation dose-effet linéaire,.
L'AIEA estime qu'il n'y a pas d'effet statistiquement observable sur le taux de leucémie ou de cancer (autre que de la thyroïde) des populations les plus exposées, à savoir 116 000 personnes évacuées des zones hautement contaminées (exposition moyenne estimée à 33 mSv, avec des expositions maximales de l'ordre de quelques centaines de mSv), 270 000 personnes habitant les zones strictement contrôlées (exposition cumulée de l'ordre de 50 mSv entre 1986 et 2005), et les 5 millions d'habitants des zones faiblement contaminées (de 10 à 20 mSv). Ces zones contaminées (à plus de 37 kBq/m2 en Cs-137, soit un curie/km2) représentent un total de 200 000 km2. Une contamination de 15 Ci par km2 occasionne une dose externe d’environ 4 mSv/an, auxquels il faut ajouter la part de contamination interne provenant des produits utilisés dans la chaîne alimentaire, doublant en moyenne cette valeur.
Pour l'OMS, la principale cause des décès dus à la catastrophe de Tchernobyl est le stress, pas les radiations. Cependant, il faut rappeler que l'OMS, organisation de l'ONU, est liée depuis 1959 par ses statuts à l’Agence internationale de l’énergie atomique (AIEA), chargée de promouvoir les usages pacifiques du nucléaire, qui lui interdit d’« entreprendre un programme ou une activité » dans le domaine nucléaire sans consulter cette dernière « en vue de régler la question d’un commun accord » (point 2 de l’article 1) ».
Les personnes évacuées ont ainsi été confrontées à des facteurs de stress aigu, d’où peuvent découler le stress psychologique à long terme, le syndrome de stress post-traumatique et une diminution du bien-être.
Kate Brown indique : « Officiellement, selon l’ONU, la catastrophe n’aurait fait que 33 à 55 morts, et provoqué 600 cancers infantiles. Le pire accident nucléaire de l’histoire n’aurait pas eu de conséquences si graves que cela. Beaucoup de gens soupçonnaient que c’était largement sous-évalué. En 2014, j’ai commencé à éplucher les très nombreux rapports des médecins locaux, uniquement transmis aux responsables médicaux du KGB et restés secrets. J’ai trouvé une énorme collection, en ukrainien et en russe, sur les « conséquences médicales du désastre de Tchernobyl ». J’ai été choquée par l’ampleur des dégâts sanitaires, par leur visibilité aux yeux de tous. L’été 1986, les registres notent une forte hausse des complications à la naissance, des bébés nés avec des malformations, ou qui meurent dans le mois. Les gens se plaignent de maux de gorge, de problèmes respiratoires et gastro-intestinaux, à force de respirer des poussières radioactives et d’avaler des aliments contaminés. Avant l’accident, 80 % à 90 % des enfants étaient répertoriés comme étant « en bonne santé » ; après, en 1987 et 1988, seuls 10 à 20 % le sont. Le nombre de cancers explose environ 18 mois après l’accident, des leucémies, des cancers de la thyroïde chez les enfants ».

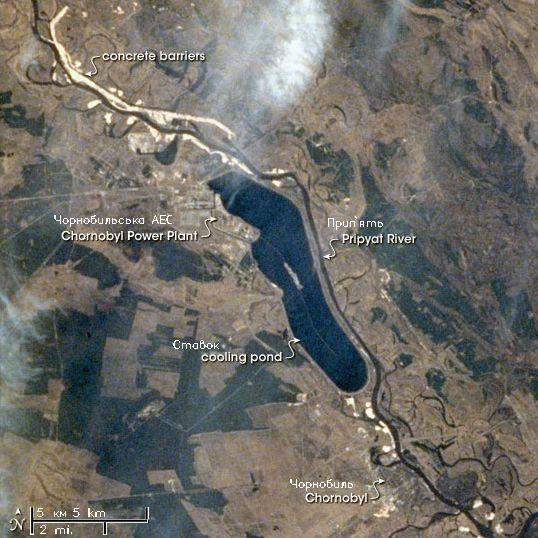
Photo satellite de la région de Tchernobyl en 1997.

En dehors de ces zones, dans le reste de l'Europe, le passage des « nuages radioactifs » multiples a conduit à une hausse détectable de la radioactivité, mais la population a été exposée à moins de 10 mSv (c'est-à-dire deux à quatre fois la dose moyenne annuelle reçue par la radioactivité naturelle). En France, la radioactivité maximale enregistrée a été de l'ordre de 6 kBq/m2, cinq à six fois plus faible que la limite des « zones faiblement contaminées » (zones où les populations n'ont pas été évacuées). « L'explosion est restée très concentrée près de l'installation, et les retombées ont été dispersées par de grands panaches de fumée, qui sont montés très haut dans l'atmosphère et ont traversé l'Europe, diluant leur concentration… Ça aurait pu être bien pire ».
L'IRSN précise que « les conséquences radiologiques de l’accident de Tchernobyl sur la santé des populations doivent être dissociées des effets qui ont été causés ou amplifiés par les changements radicaux […] qui ont eu lieu en Union Soviétique au même moment. La période post-accidentelle a coïncidé avec la période de restructuration de la Perestroïka, qui a entraîné une chute brutale de tous les indices économiques, comparable à celle constatée dans des pays en guerre. […] L’effondrement économique a eu un impact significatif sur les taux de mortalité et de morbidité. En Russie, le taux brut de mortalité est passé de 488 pour 100 000 en 1990 à 741 pour 100 000 en 1993, soit une augmentation de 52 %. En 1993, l’espérance de vie des hommes est tombée à cinquante-neuf ans, soit six ans de moins qu’en 1987. […] Si l’on néglige cette augmentation globale de la morbidité et de la mortalité, l’examen isolé des statistiques sur les populations exposées du fait de l’accident peut aboutir à la fausse conclusion que ces effets sont en rapport direct avec l’accident. »
Des incendies de forêts et de tourbières tels que ceux qui ont accompagné la canicule européenne de 2010 en Russie sont susceptibles de réinjecter brutalement dans l'atmosphère et les eaux superficielles et souterraines des radionucléides ou du plomb qui étaient restés piégés jusque-là dans la biomasse et la nécromasse fongique, lichénique, animale et végétale.
Après l’accident, de nombreux obstétriciens ont jugé plus prudent de mettre un terme à une grossesse, ou ont été incapables de résister à la demande de la future mère, alors que les doses de radiation étaient bien en dessous de celles susceptibles de produire un quelconque effet in utero, mais en quelques semaines les idées fausses ont été largement propagées au sein de la profession médicale. Néanmoins, selon l'Agence internationale de l'énergie atomique entre 100 000 et 200 000 avortements en Europe de l'Ouest ont été provoqués à la suite de cette catastrophe,.
En 2000, la plus grande partie des zones contaminées ne présente plus de danger particulier d'irradiation. La dose causée par les retombées radioactives de l'accident ne dépasse encore 1 millisievert par an que dans les zones qui avaient été fortement contaminées (zones de contrôle permanent), ce qui concerne 100 000 personnes. C'est l'ordre de grandeur du niveau d'exposition dû à la radioactivité naturelle (2,5 mSv/an en moyenne, jusqu'à dix fois plus dans certaines régions, sans effets détectables sur les populations). Le 5 septembre 2005, un rapport de 600 pages a été produit à l'occasion du Forum Tchernobyl organisé à Vienne réunissant une centaine d'experts sous l'égide notamment de l'AIEA, de l'OMS et du PNUD : « Jusqu'à 4 000 personnes pourraient, à terme, décéder des suites d'une radio-exposition consécutive à l’accident ». Cette étude fut très critiquée et même qualifiée de mensongère. Élisabeth Cardis, chef du groupe rayonnement et cancer au Circ de Lyon, estime que, si l'on prend en compte toutes les personnes touchées par les retombées radioactives, soit 570 millions de personnes, « nous prévoyons […] 41 000 cas de cancers, thyroïde et autres, tous confondus, liés à l'accident de Tchernobyl dont 16 000 décès ». Les cancers devraient cependant toucher disproportionnellement les habitants de la Biélorussie, de l'Ukraine et des territoires les plus contaminés de la Russie, avec près des deux tiers des cas de cancer de la thyroïde et au moins la moitié des autres cancers. Le rapport TORCH (The Other Report on Chernobyl) (en), quant à lui, estime que le chiffre pour le monde entier se situera entre 30 000 et 60 000 ; Greenpeace, d’autre part, évalue à 93 000 le nombre de morts en ex-URSS,,.
Au cours des années 2000, le réacteur détruit sous le sarcophage reste une menace permanente. Ce premier sarcophage se détériore de jour en jour et n'est plus étanche. Il laisse filtrer les eaux de pluie qui risquent, par écoulement et infiltration naturelle, de contaminer la nappe phréatique qui se situe à l’aplomb. Un nouveau sarcophage est mis en place en 2016.
Le rapport de l'Agence internationale de l'énergie atomique (AIEA) établi en 2005 recense près de 30 morts par syndrome d'irradiation aiguë directement attribuables à l'accident et il estime que 5 % des décès de liquidateurs serait lié à la catastrophe. Dans les populations locales, 4 000 cancers de la thyroïde ont été officiellement diagnostiqués entre la catastrophe et 2002, dont la grande majorité est attribuée à la catastrophe. Cependant, ce rapport estime que le nombre de morts supplémentaires par cancer dans ces populations (estimé à 4 000 morts d'après les modèles de radioprotection) est trop faible par rapport à la mortalité naturelle (100 000 morts, soit 4 % d'accroissement) pour être détectable par les outils épidémiologiques disponibles.

#### Décès

##### Rapports officiels des agences onusiennes
Selon le rapport officiel de l'Organisation mondiale de la santé de 2005, jusqu’à 4 000 personnes au maximum pourraient éventuellement à terme décéder des suites d'une radio‑exposition consécutive à la catastrophe de Tchernobyl, dans le cas d'une échelle linéaire sans seuil (les échelles « linéaires avec seuil » ou avec effet d'hormèse (en), donnent un maximum théorique encore beaucoup plus faible).
Selon le rapport de l'UNSCEAR de 2008, les décès attribuables « de façon fiable » à l’exposition au rayonnement produit par l'accident sont estimés à 43 décès et se déclinent ainsi :
- 28 morts du syndrome d’irradiation aiguë (parmi le personnel de l'usine et les pompiers) ;
- 15 personnes dans la population environnante mortes de cancer de la thyroïde (à la suite d’ingestion de lait contaminé par l'iode 131, avant l’application des mesures préventives).

Parmi les survivants du syndrome d'irradiation aiguë, 19 sont morts entre 1986 et 2006, mais les causes des décès sont diverses et généralement pas associées à l'exposition aux radiations.
Le rapport conclut que « la grande majorité de la population n'a pas à vivre dans la peur des conséquences graves sur la santé de l'accident de Tchernobyl ». Ce rapport est critiqué par les organisations militantes antinucléaires qui proposent leurs propres contre-analyses[réf. nécessaire]. Cependant ce rapport a été publié dans des revues scientifiques à comités de lecture dits « peer reviewed », ce qui n'est pas systématiquement le cas des contre-analyses.

##### Analyses venant de diverses origines par ordre croissant de décès
- Selon l'Américain Michael Shellenberger, journaliste pro-nucleaire, les chiffres des morts liées à la catastrophe de Tchernobyl sont surestimés : les radiations ne seraient pas aussi nocives et auraient tué au maximum 200 personnes[169],[170].
- L'article de vérification des faits du journaliste scientifique Olivier Monod paru en 2019 dans le quotidien français Libération, lequel ne prétend pas trancher entre les différentes conclusions, avance « une fourchette, ou plutôt un râteau, allant de 4 000 à 200 000 » morts[171].
- Selon le gouvernement allemand, il existe des chiffres très différents sur les décès : selon Greenpeace[172],[173],[164],[165], la catastrophe causera de l'ordre de 270 000 cancers (93 000 mortels) sur 70 ans, selon l'IPPNW plus de 112 000 liquidateurs seraient décédés et cette association prévoit près de 240 000 nouveaux cas de cancer en Europe d’ici 2056. Le gouvernement allemand montre donc qu'il y a d'énormes divergences d'appréciation, affirme qu'il n'existe pas de danger pour la population allemande, mais que les conséquences de la catastrophe l'ont conduit à sortir progressivement du nucléaire[174].
- Selon Kate Brown, les conséquences réelles du désastre sont largement méconnues et sous-estimées : il y aurait, par exemple, jusqu'à 150 000 morts en Ukraine selon certains scientifiques de ce pays[175].
- Près d'un million selon le rapport russe d'A. Yablokov (en) (Center for Russian Environmental Policy de Moscou), V.B. Nesterenko et A.V. Nesterenko (Institute of Radiation Safety de Minsk) de 2007[176],[177].
- En 2011, Helen Caldicott, militante anti-nucléaire, docteur en médecine de nationalité australienne, s’appuie sur les chiffres du rapport de Yablokov, Nesterenko et Nesterenko (publié en anglais en 2009) qui estime qu’un million de personnes sont déjà décédées des suites de l’accident[178].

### Techniques
Après l'accident de Tchernobyl, un projet de construction d'une centrale nucléaire en Crimée fut abandonné.
La catastrophe a accéléré la recherche sur les réacteurs RBMK et leur modernisation. Elle a également mis en évidence la nécessité d'une enceinte de confinement autour des installations, dont l'efficacité avait été pleinement démontrée lors de l'accident de la centrale nucléaire de Three Mile Island. Le 15 décembre 2000, la dernière tranche encore active de la centrale de Tchernobyl a été arrêtée définitivement, sous la pression de l'Union européenne et en échange d'aides financières,.

### Confinement (sarcophages) et démantèlement du réacteur accidenté
Depuis sa construction, l'eau et la neige s'infiltrent dans le premier « sarcophage » : le béton a souffert de la radioactivité, et la structure a été bâtie sur des fondations préexistantes ou sur des structures instables dont l'état n'est plus connu avec précision et est aujourd'hui invérifiable car non accessible à cause de la radioactivité et des débris. En 1997, la communauté internationale jugeait qu'une intervention sur le site de Tchernobyl était nécessaire. Il s'agissait de stabiliser le premier sarcophage, préparer le site à l’édification du nouveau sarcophage et procéder à sa construction.
En 1999, une première série de travaux de consolidation du toit a été réalisée par les Ukrainiens, en attendant la décision de réalisation du nouveau sarcophage. Au début des études SIP (shelter implementation plan), en 1998, la priorité a été donnée au renforcement du toit qui menaçait de tomber et risquait ainsi de recontaminer le site.
Entre 2003 et 2006, des travaux de construction d'un bâtiment de vestiaire, d'un hôpital, d'un centre d'entraînement, d'une base de construction, des réseaux d'alimentation en eau et énergies ainsi que d'un bâtiment administratif ont été réalisés. En 2006, à la suite d'un appel d'offres, une entreprise russe a procédé à la stabilisation des parties instables du premier sarcophage. En 2001, le concept « arche de Tchernobyl » a été choisi. Entre 2002 et 2003, un avant-projet a été réalisé. Un appel d'offres international a été lancé le 11 mars 2004 pour la conception, la construction et la mise en service du nouveau confinement. Le consortium Novarka mené par les groupes français Vinci et Bouygues est chargé des travaux. Les travaux de terrassement ont débuté en 2006 et la construction de l'arche en avril 2012. La désormais emblématique tour de refroidissement (qui se trouve être aussi le logo de Novarka) a été démontée lors des travaux car sa base se trouvait sous le futur sarcophage. De plus, cette tour, plus entretenue depuis la catastrophe, menaçait de s'écrouler sur le toit du sarcophage et de le faire s'effondrer. En février 2013, le toit d'un bâtiment proche du sarcophage s'est effondré sous le poids de la neige.
En novembre 2016 est mis en place un sarcophage, « un bâtiment mesurant 162 mètres de long pour 108 mètres de haut et un poids total de 36 000 tonnes équipé ». Le coût total de ce projet atteint 1,426 milliard d'euros, bien au-delà des 432 millions d'euros initialement estimés, payés en majeure partie par les pays du G7 et l'Ukraine. Son financement a été géré par la Banque européenne pour la reconstruction et le développement (BERD).
Ce nouveau sarcophage, en forme d’arche dont la mise en service a été annoncée en juillet 2019, doit abriter des ateliers destinés à décontaminer, traiter et conditionner les matériaux radioactifs en vue d'un futur stockage. Selon un spécialiste de l'IRSN, le démantèlement nécessitera plusieurs décennies et aucune stratégie n'est encore arrêtée, mais, selon la revue anglophone Science : « avec la vie qui vacille encore dans l'Abri, il pourrait être plus difficile que jamais d'enterrer les inquiétants restes du réacteur »,.

### Économiques
L’accident nucléaire a eu un énorme impact économique dans les trois pays. La plus grande conséquence économique est due aux pertes de terrains agricoles et de forêts (784 000 ha de terrains agricoles et 694 000 ha de forêts ont dû être abandonnés) et d’établissements ruraux. La situation économique problématique consécutive à la chute de l’URSS a également été aggravée par la perte des sources de revenus secondaires qu’étaient la chasse, la pêche…
Selon Mikhaïl Gorbatchev, en 1991 l'ensemble de la liquidation a été évalué à 18 milliards de roubles, soit 25 milliards de dollars de l'époque[réf. nécessaire].
En 2011, le coût de la catastrophe de Tchernobyl a été évalué à 175 milliards de dollars.
Le nouveau sarcophage, construit avec l'aide d'un financement européen, a coûté 1,426 milliard d'euros. Il devrait tenir un siècle. Depuis fin 2016, sa structure métallique recouvre le premier sarcophage de béton et de plomb construit à la hâte par les Soviétiques, destiné, lui, à durer 30 ans.
Sur 30 ans, plusieurs rapports cités par l'Agence internationale de l'énergie atomique (AIEA) estiment le coût de la catastrophe de Tchernobyl à plusieurs centaines de milliards de dollars[source secondaire nécessaire]. Pour sa part, le directeur de l'organisation antinucléaire Greenpeace France, Pascal Husting, chiffre le coût total de Tchernobyl à 1 000 milliards[source secondaire nécessaire].

### Écologiques
Des divergences subsistent au sujet de l'évaluation à long terme des conséquences sur le milieu naturel : la contamination de longue durée de plantes forestières et de gibier, une forte mortalité d'animaux invertébrés ou mammifères, ainsi qu'un impact sur la durée de vie des conifères ont été évoqués. Certains médias évoquent une nouvelle biodiversité consécutive à l'abandon par l'homme des environs de la centrale. En effet, moins de quinze ans après l'accident, on constate que la nature a repris petit à petit ses droits dans les zones contaminées. Presque toutes les espèces animales se multiplient librement. Cigognes, grues grises et toutes sortes de poissons et oiseaux refont leur apparition. Selon Robert Baker, de l'université Tech au Texas, « le départ des hommes a contrebalancé beaucoup des effets négatifs liés aux rayons ionisants. L'industrialisation, l'élevage, l'agriculture et la chasse sont des activités plus dévastatrices pour la biodiversité que le pire accident nucléaire ». Cependant, ce point de vue est sujet à débat. Selon Kate Brown, « dans les zones les plus radioactives, ils ne peuvent même pas capturer de souris, car il n’y en a pas. Il y a aussi très peu de pollinisateurs, donc très peu de fruits et d’animaux frugivores comme les oiseaux. La population d’oiseaux a chuté de 66 % dans ces zones, et ceux qui y vivent souffrent souvent de malformations. Les feuilles et arbres morts ne se décomposent pas, car il n’y a pas assez d’insectes et de microbes pour s’en charger ».

### Critique du système soviétique
Pour l'historien Nicolas Werth, « cet événement impulse une réflexion sur la responsabilité du pouvoir central et sur la place de l'Ukraine, la deuxième république soviétique par sa population, au sein de l'URSS : [...] est-elle destinée, après avoir été, sous Staline, un grenier à blé surexploité, à devenir la poubelle nucléaire de l'URSS ? »
Alors que l'URSS sous la direction de Mikhaïl Gorbatchev a amorcé un certain nombre de transformations, l'accident nucléaire de Tchernobyl montre au grand jour les faiblesses scientifiques, techniques et de sécurité du pays. Il éclaire d'une lumière crue l'incurie du système en place. Ainsi pour Valeri Legassov, l'accident de Tchernobyl fut « le point extrême de tout ce qui n'allait pas dans la gestion de l'économie du pays ».

### Développement des régions touchées
Alors que, vingt ans après, la vie dans les régions touchées reste marquée par la catastrophe, le Programme des Nations unies pour le développement (PNUD) a lancé en 2003 un programme spécifique pour le développement des régions touchées par l'accident intitulé Chernobyl Recovery and Development Programme (« Programme pour le développement et le renouveau de Tchernobyl »).

### Effets juridiques
Tirant les leçons des effets catastrophiques de l'absence de transparence et de communication les jours qui ont suivi l'explosion du réacteur no 4 de Tchernobyl (fin avril 1986), l'AIEA a organisé la rédaction et l'adoption rapide d'une Convention sur la notification rapide d'un accident nucléaire ainsi qu'une Convention sur l'assistance en cas d'accident nucléaire ou de situation d'urgence radiologique (dont l'adoption sera plus lente).
Un procès s'est déroulé du 7 au 30 juillet 1987 dans une salle d'audience provisoire installée à la Maison de la Culture de la ville de Tchernobyl. Cinq employés de l'usine : Anatoli Diatlov (l'ancien ingénieur en chef adjoint), Viktor Brioukhanov (l'ancien directeur de l'usine), Nikolaï Fomine (l'ancien ingénieur en chef), Boris Rogojine (le directeur d'équipe du réacteur 4) et Alexandre Kovalenko (le chef du réacteur no 4) ainsi qu'Iouri Laouchkine, inspecteur du Gosatomenergonadzor (Comité d'État de l'URSS sur la surveillance de la conduite sûre du travail dans l'énergie atomique) ont été condamnés respectivement pour les trois premiers à dix ans, puis cinq, trois et deux ans dans des camps de travail du Goulag. La condamnation est publiée par la radio d'État après deux jours, mais passée sous silence par les autres médias. Les familles d'Aleksandr Akimov, Leonid Toptounov et Valery Perevoztchenko avaient reçu des convocations officielles, mais les poursuites contre les employés avaient pris fin à leur mort.
Anatoli Diatlov a été reconnu coupable « de mauvaise gestion criminelle d'entreprises potentiellement explosives » et condamné à dix ans d'emprisonnement (il en purgera trois) pour son rôle dans la surveillance de l'expérience, qui a joué dans l'accident.

## Dans les arts et la culture populaire

### Filmographie

#### Documentaires
- Tchernobyl Chronique des jours graves (1986) réalisé par Vladimir Shevchenko, premier métrage documentaire tourné à Tchernobyl[200].
- Black Wind, White Land (1993) de Gene Kerrigan.
- Controverses Nucléaires (2003) de Wladimir Tchertkoff.
- Le Sacrifice (2003) de Wladimir Tchertkoff.
- La bataille de Tchernobyl (2006) de Thomas Johnson
- Tchernobyl, une histoire naturelle ? (2010) de Luc Riolon
- Tchernobyl, The Lost Tapes (2022) de James Jones[201].

#### Films
- Raspad (1990), film réalisé par Mikhaïl Belikov, diffusé à la télévision avec ce titre. D'autres titres circulent, La Désintégration ou L'Effondrement sur l'Iconothèque russe et soviétique[202].
- Universal Soldier: Régéneration (2009), des terroristes prennent le contrôle de Tchernobyl et menacent de faire exploser son réacteur.
- La Terre outragée (2011) réalisé par Michale Boganim, premier long métrage de fiction tourné à Tchernobyl.
- Chroniques de Tchernobyl (2012), réalisé par Bradley Parker.
- La Supplication (2016), réalisé par Pol Cruchten.
- Chernobyl: Under Fire (2021) de Danila Kozlovski. Il met en scène des pompiers tentant d'arrêter l'incendie de la centrale.

#### Séries télévisées
- Chernobyl, une mini-série de cinq épisodes d'une heure, produite en 2019 par HBO en partenariat avec Sky. Elle raconte le début de la catastrophe et sa gestion progressive par les autorités et les secours[203].

### Romans
- La Nuit Tombée, d'Antoine Choplin, publié en 2012 chez La Fosse aux Ours[204].

### Bandes dessinées
- Un printemps à Tchernobyl, d'Emmanuel Lepage, publiée en 2012 chez Futuropolis. Reportage graphique où l'auteur raconte son expédition sur les sites contaminés.
- Les Chiens de Pripyat, d'Aurélien Ducoudray (scénario) et Christophe Alliel (dessin), 2 tomes publiés entre 2017 et 2018 chez Bamboo (collection Grand Angle). Récit sur les opérations d'extermination des chiens errants (et autres animaux contaminés) qui pullulent dans la ville abandonnée de Pripyat, première ville touchée par la catastrophe de par sa proximité immédiate avec la centrale nucléaire.

### Musique
- L'album Killing Technology du groupe de thrash metal canadien Voivod, sorti un an après l'accident, se base en partie sur celui-ci.
- En 2010, la chanteuse Alyosha représente l'Ukraine à l'Eurovision avec sa chanson Sweet People, qui parle de Tchernobyl. Un clip fut tourné dans la ville de Pripyat, le réalisateur refusant de tourner avec un enfant dans Tchernobyl.
- En 2014, Steve Rothery sort un album intitulé The Ghosts of Pripyat.

### Jeux vidéo
Plusieurs jeux vidéo évoquent la catastrophe de Tchernobyl :
- Série STALKER : jeu vidéo dont l'histoire se déroule dans les années 2010 et a trait à l'accident de Tchernobyl et à l'univers fantastique qu'il a engendré (Shadow of Chernobyl, Clear Sky, Call of Pripyat, S.T.A.L.K.E.R. 2: Heart of Chornobyl).
- Chernobylite : Vous y incarnez un physicien, ancien employé de la centrale nucléaire de Tchernobyl, qui enquête sur la mystérieuse disparition de sa compagne.